# Biserica reformată din Hoghiz

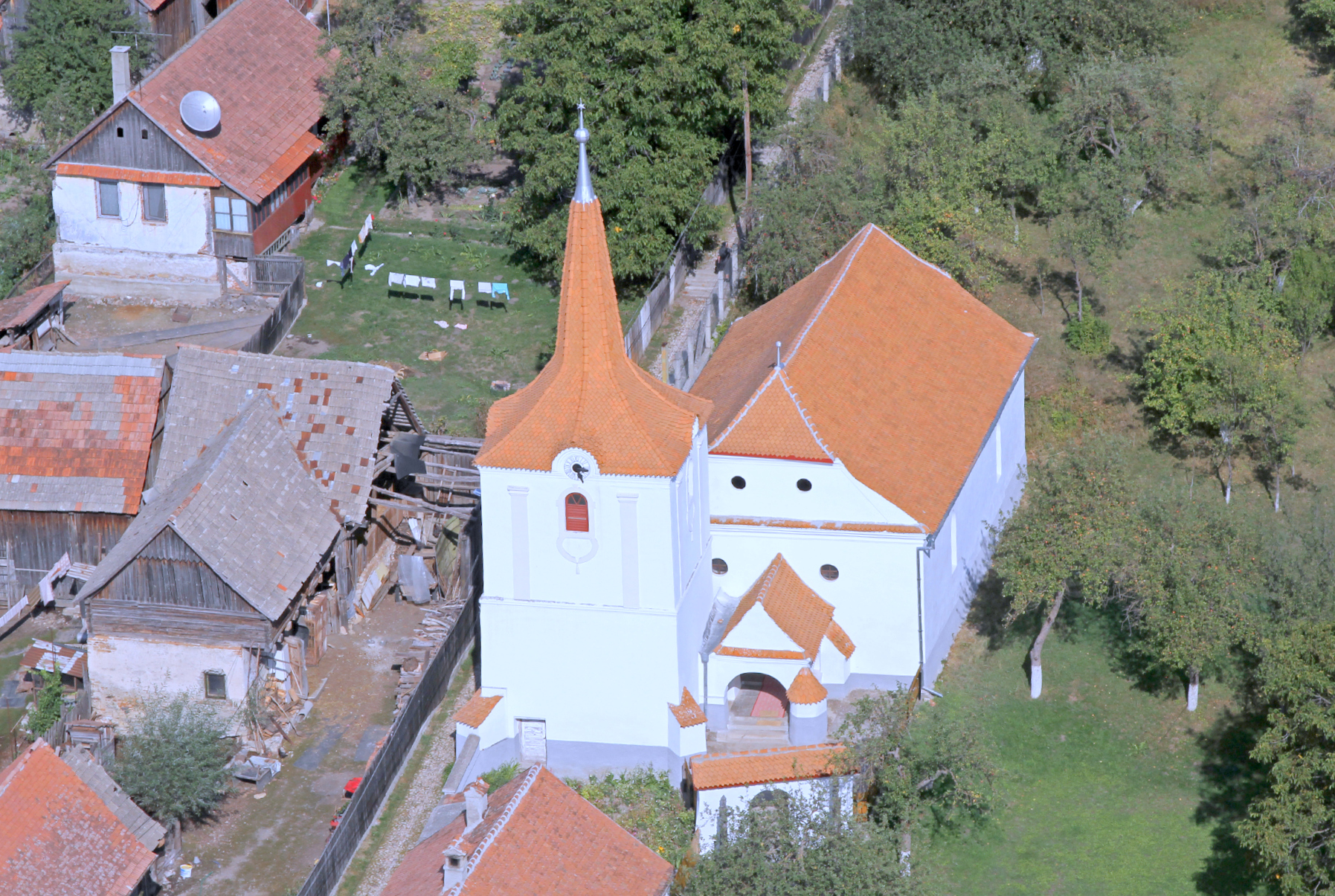
Biserica reformată din satul Hoghiz, comuna Hoghiz, județul Brașov, vedere aeriană (imagine din arhiva parohiei)

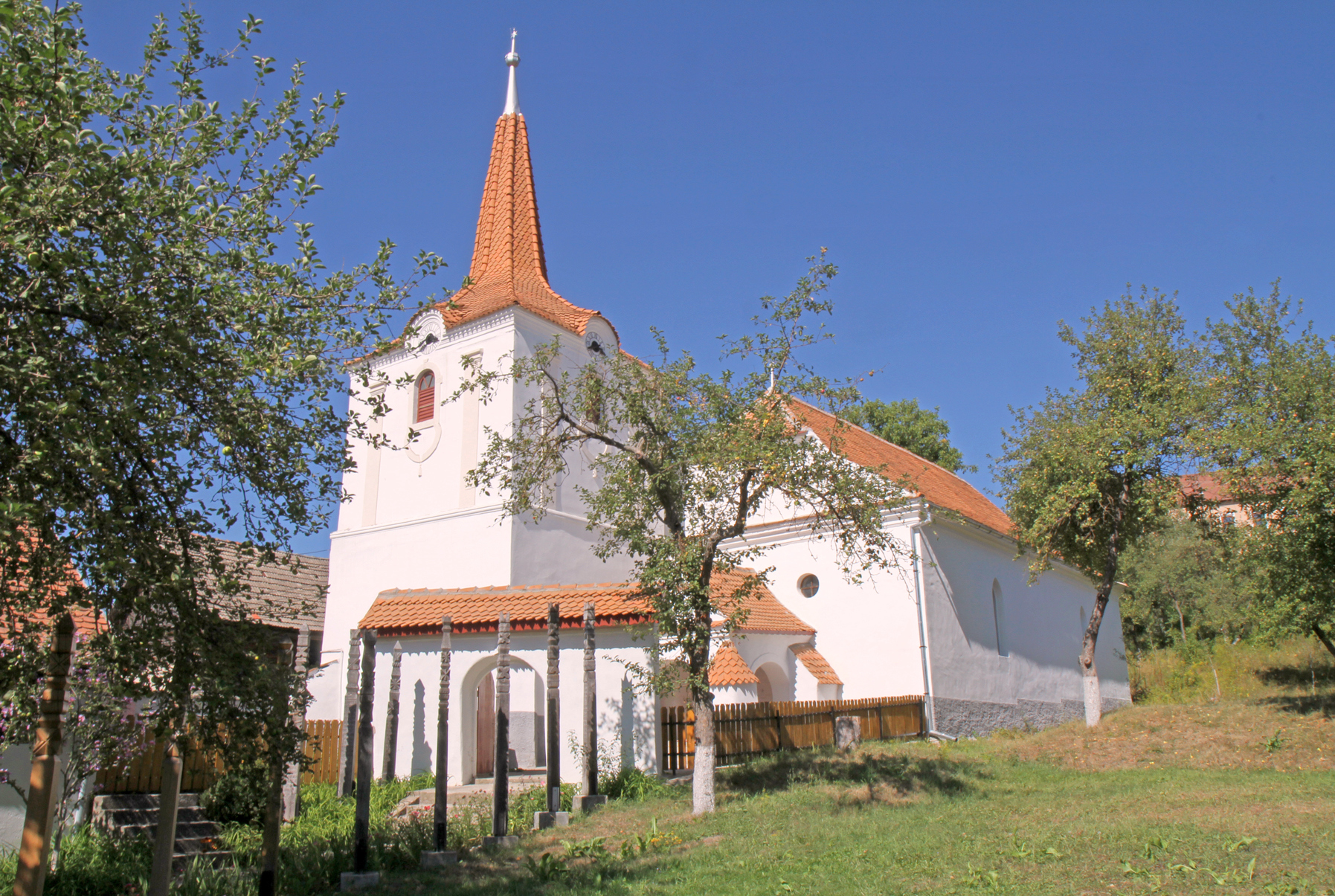
Ansamblul bisericii reformate din Hoghiz (sud-vest)

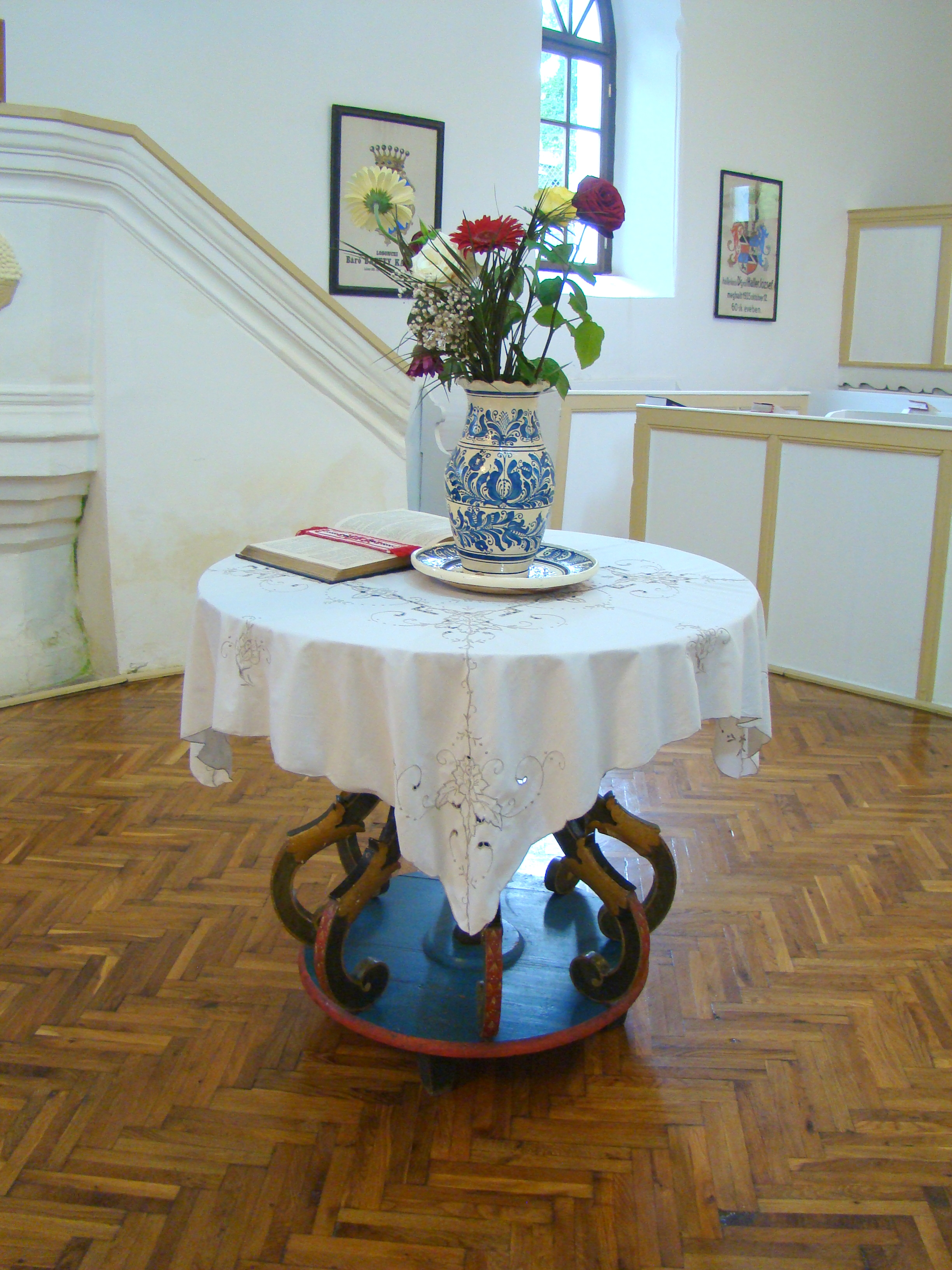
Masa Domnului

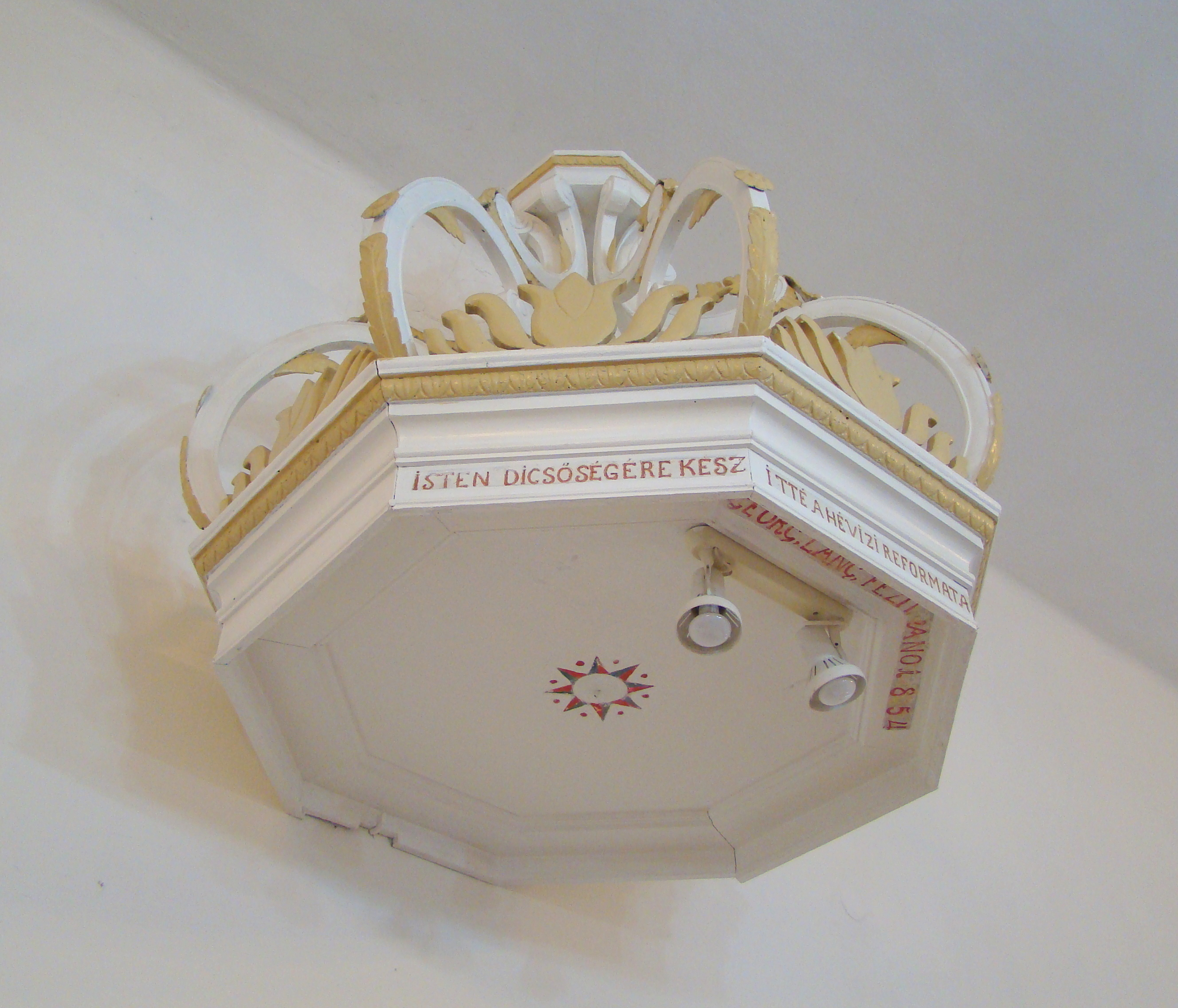
Coronamentul amvonului

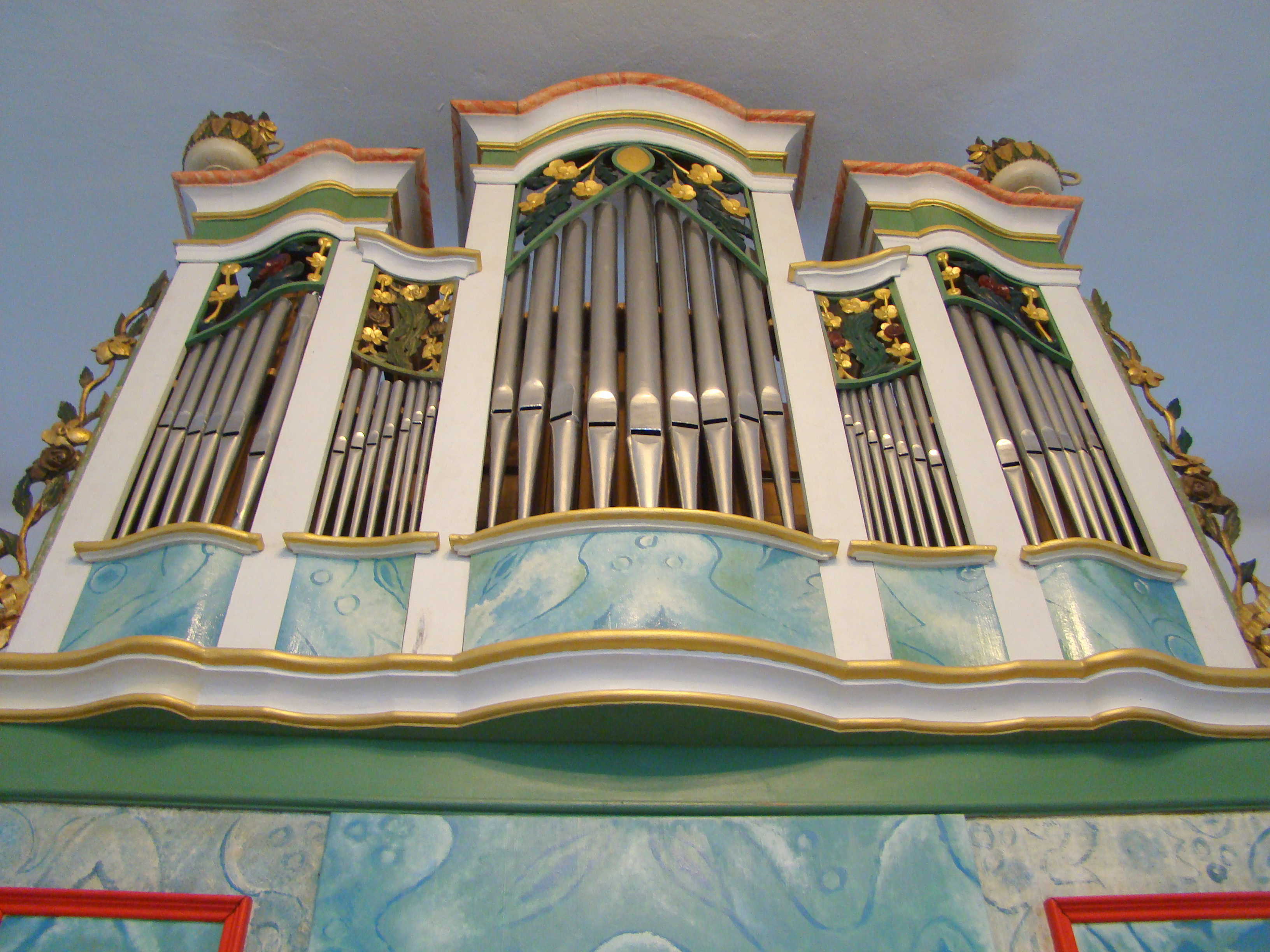
Orga restaurată a bisericii

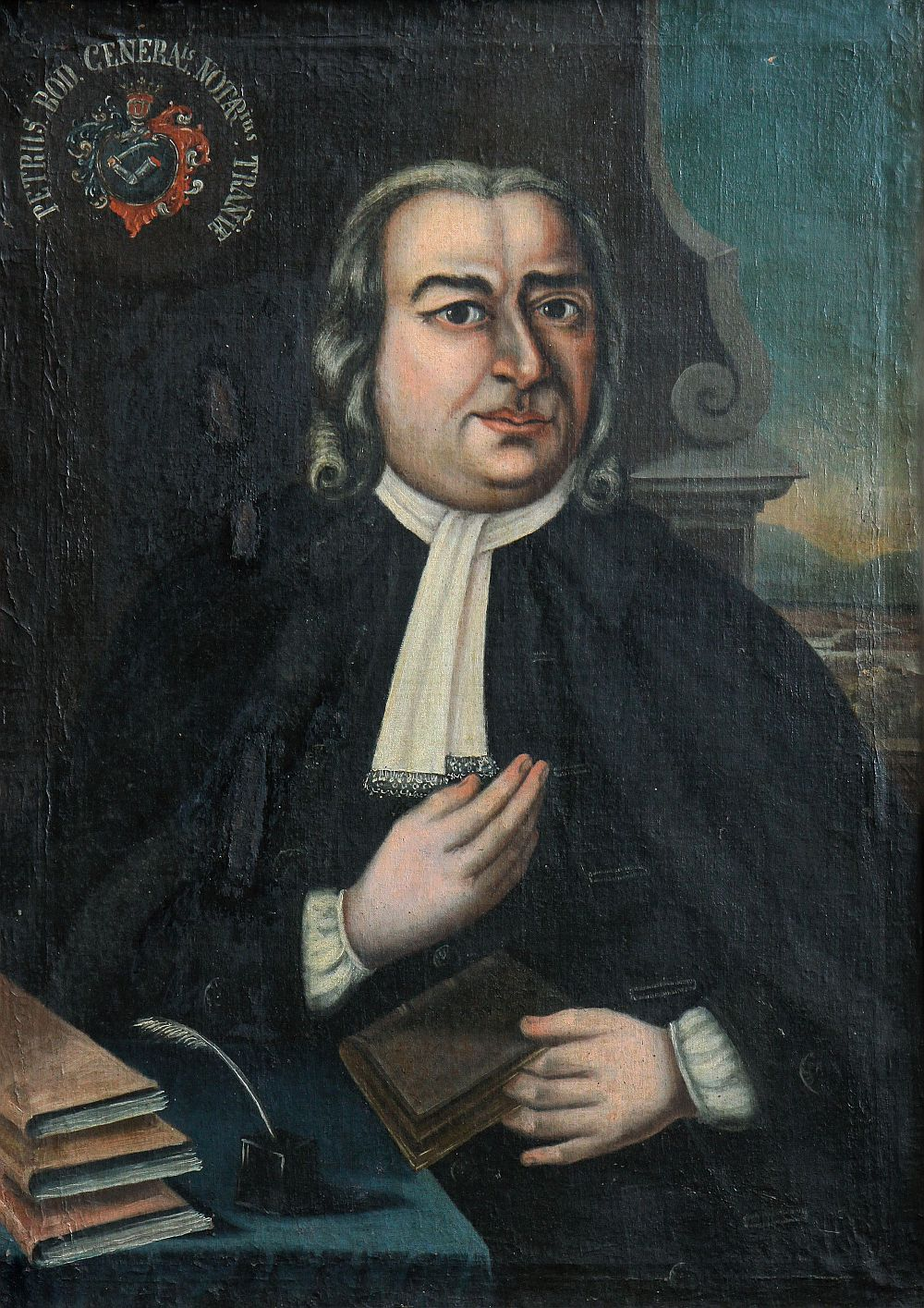
Bod Péter, portret (cca 1760)

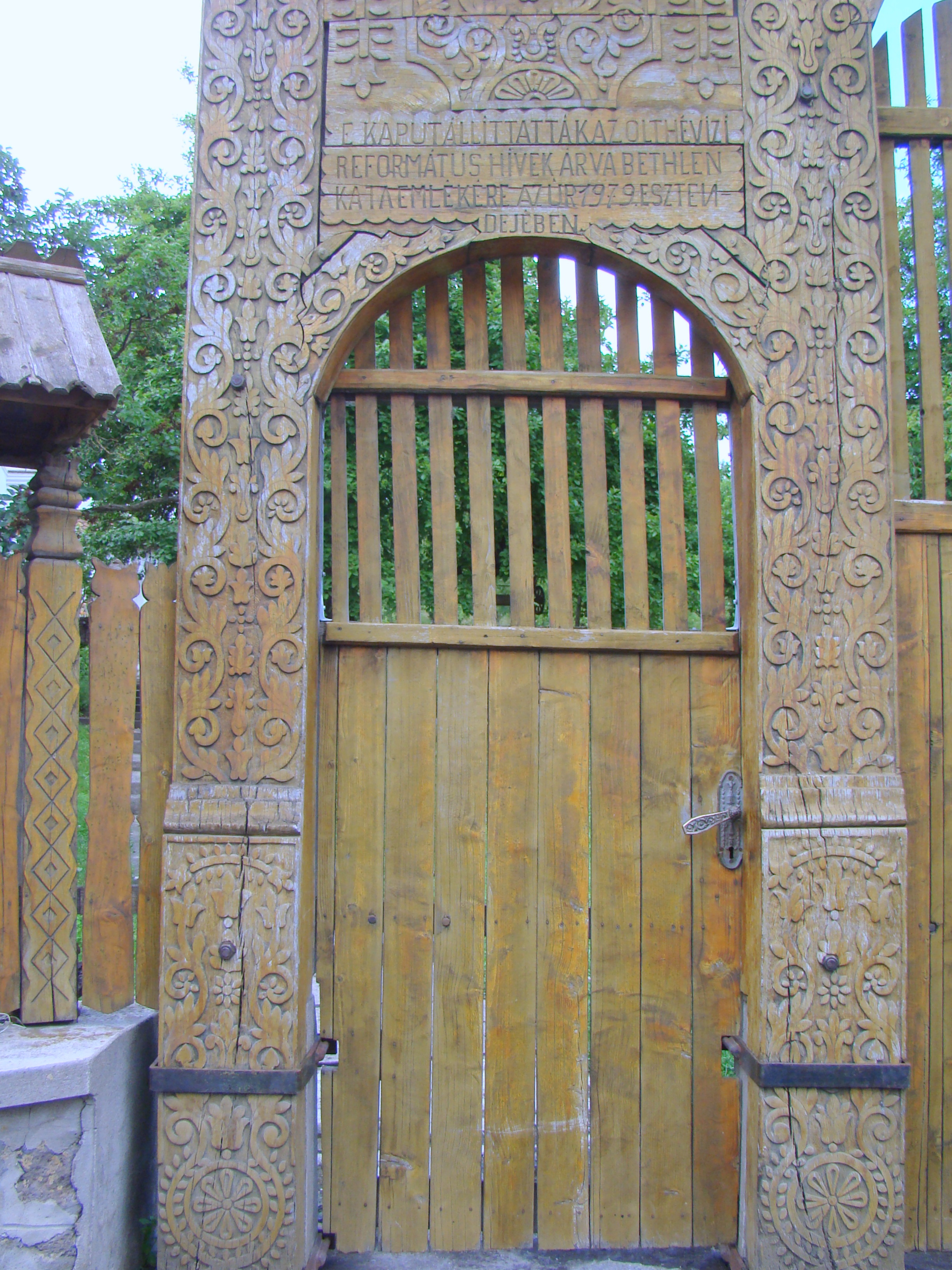
Poarta secuiască de lemn

Biserica reformată din satul Hoghiz, comuna Hoghiz, județul Brașov, a fost construită în secolul XVIII. Ansamblul bisericii reformate din Hoghiz este înregistrat în lista monumentelor istorice a județului Brașov sub cod LMI BV-II-a-B-11719, având două obiective principale:
- Biserica reformată, 1749, sub cod LMI BV-II-m-B-11719.01;
- Turn-clopotniță, 1749, sub cod LMI BV-II-m-B-11719.02.

## Localitatea
Hoghiz, mai demult Heviz (în dialectul săsesc Warmbech, în germană Warmwasser, Warmwasserbrunn, Warmbach, Warmbrunn, Warmbrunn am Alt, în maghiară Olthévíz, Hévíz, în latină Calida Aqua) este satul de reședință al comunei cu același nume din județul Brașov, Transilvania, România. Menționat în 1235 în analele papale, dovedind că satul era atunci catolic.

## Biserica
Biserica reformată actuală a fost construită în 1749, pe locul unei mici biserici din lemn. Costurile construirii bisericii din piatră și ale turnului alăturat au fost suportate de către fondatoarea și patroana bisericii reformate din Hoghiz, grefiera Kata Bethlen. Ea a donat și cele două clopote din turn. Pe clopotul mic scrie: „FUSA SUM PER INDRUSTRIAM G: D: JOSEPHUS TELEKI ET UXORI EIUS BETHLEN KATA. A 1725.”, iar pe clopotul mare este inscripționat: A:B:K: TSINÁLTATTA EZEN HARANGOT A HÉVÍZI REFORMATA EKKLESIA SZÁMÁRA 1735 Die 18 Maij.”.
Orga bisericii datează de la sfârșitul secolului XVIII, este o orgă barocă contruită de meșterul Johannes Prause. Orga a fost renovată în anul 2006.
Biserica poartă și azi amprenta puritană a patroanei Kata Bethlen. Prin simplitatea ei vestește că gloria nu aparține omului, ci lui Dumnezeu: „SOLI DEO GLORIA”.
Kata Bethlen a fost grefieră și s-a mutat la Hoghiz în anul 1722. Personalitate carismatică, caritabilă, construia și renova biserici, sponsoriza copii și studenți.
Cel mai important pastor al parohiei din Hoghiz a fost Péter Bod (1712-1768). A studiat teologia la Aiud, apoi în Olanda. Este unul dintre cei mai de seamă istorici, teologi și literați maghiari. Cea mai importantă carte publicată în ultima parte a vieții a fost „Istoria sinoadelor reformate”.

## Vezi și
- Hoghiz, Brașov
- Biserici fortificate din Transilvania

## Imagini din exterior

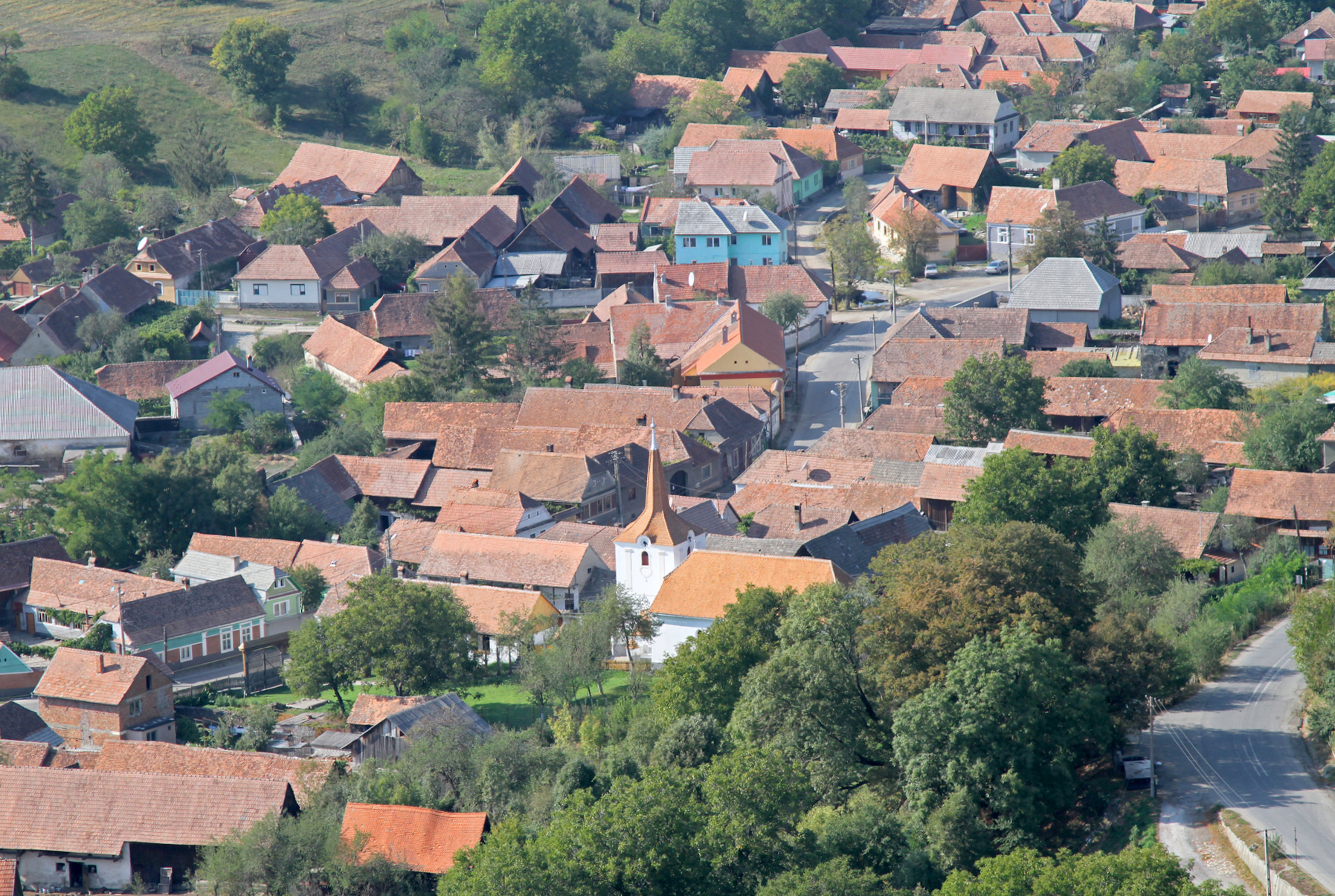
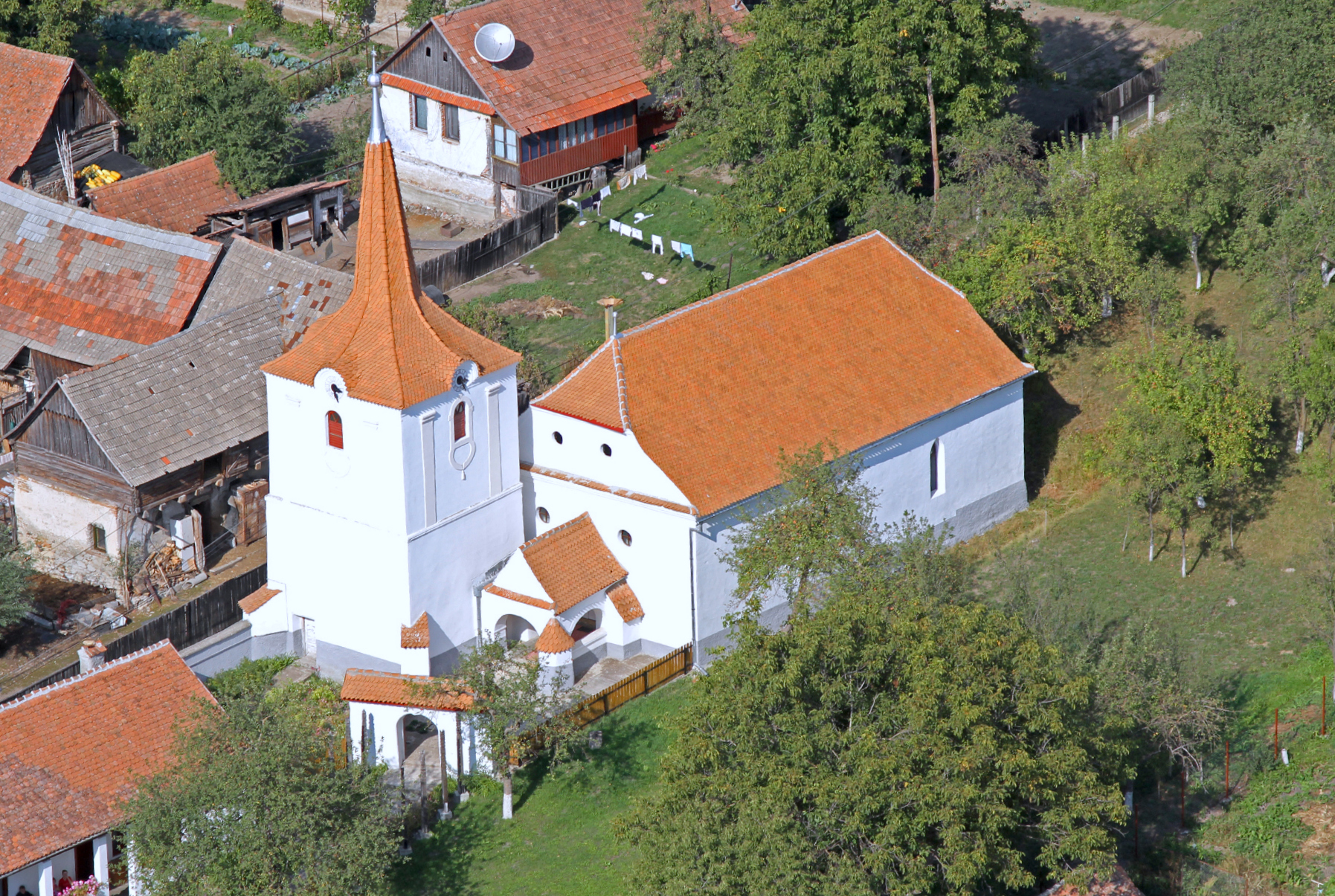
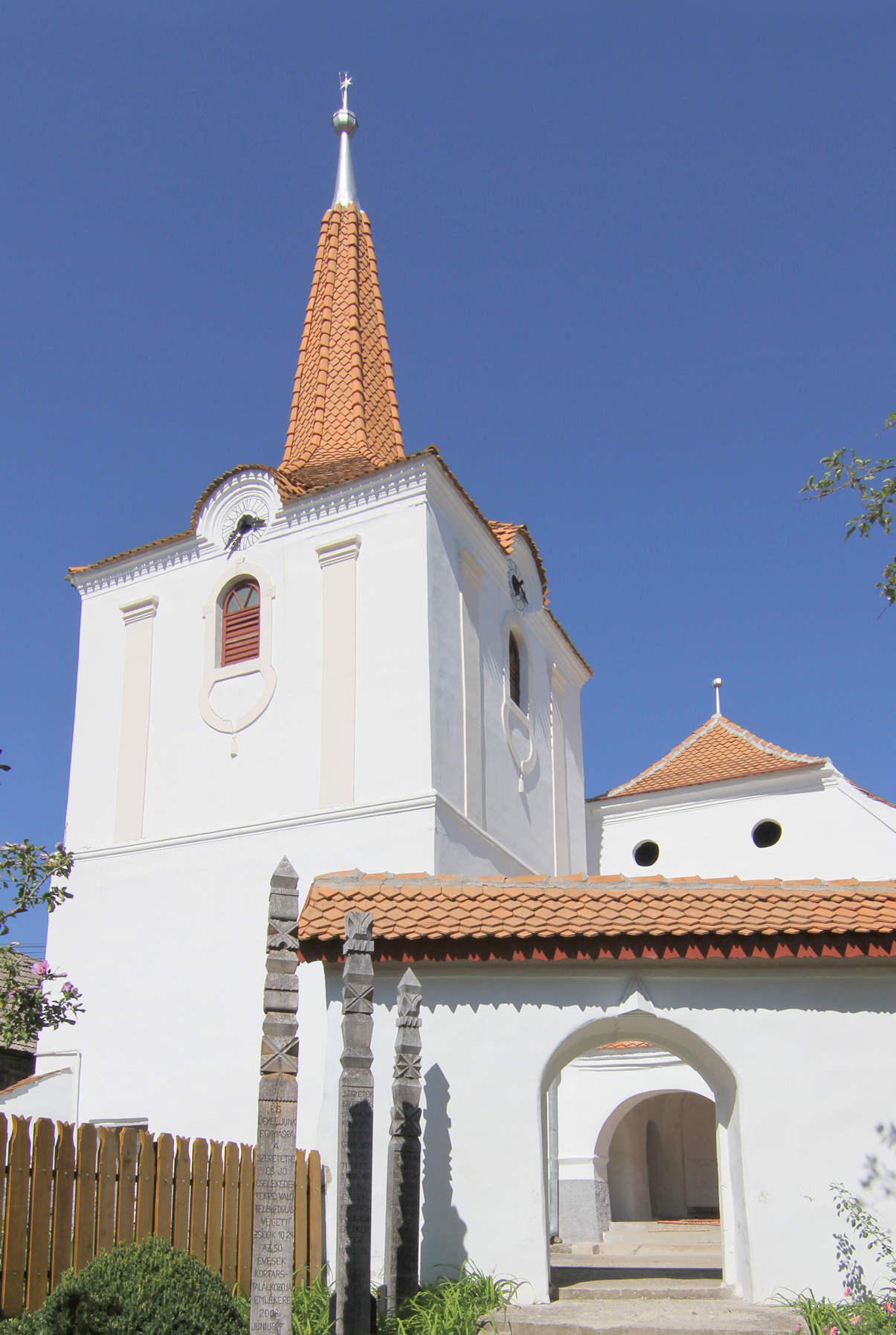
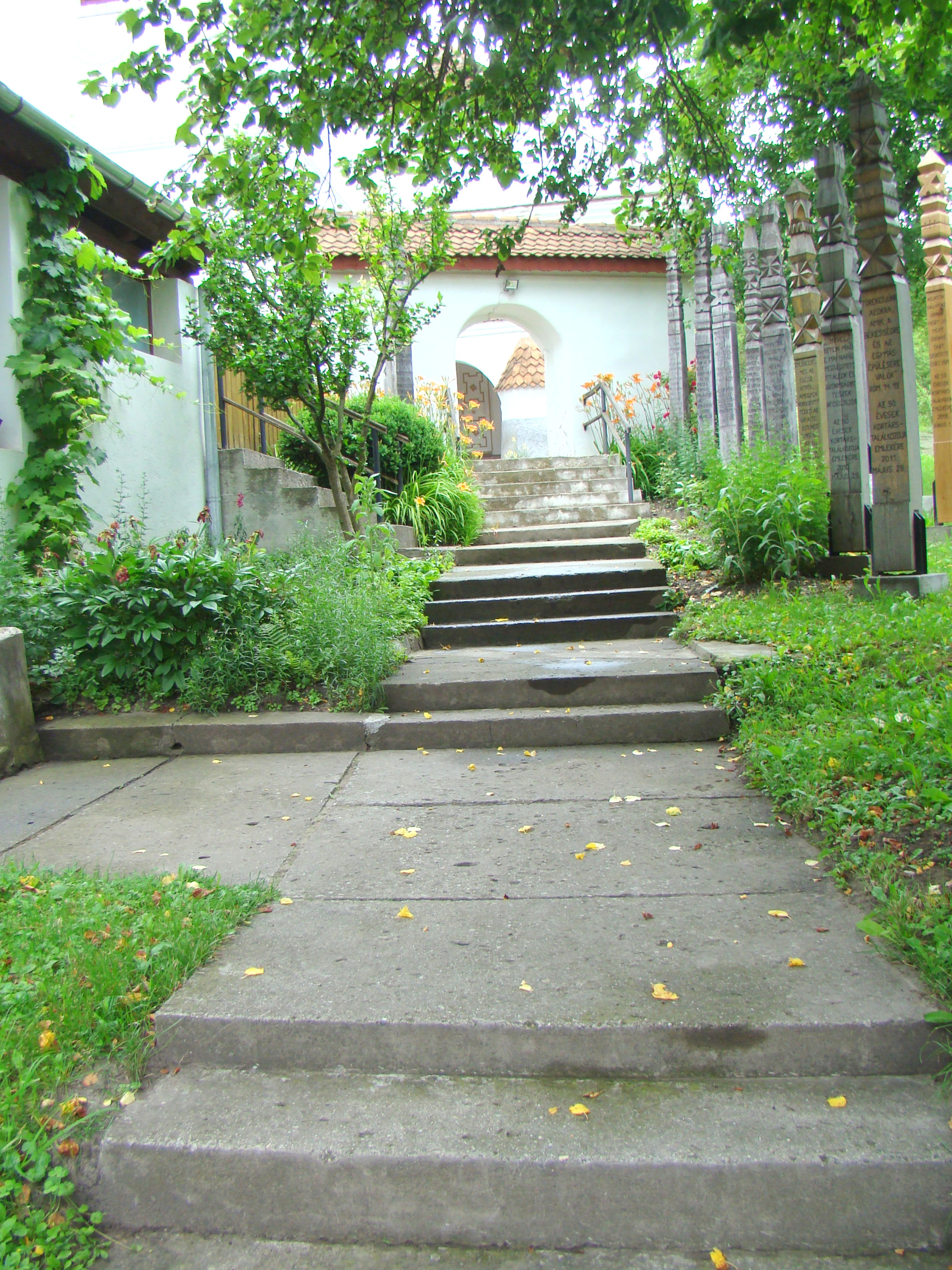
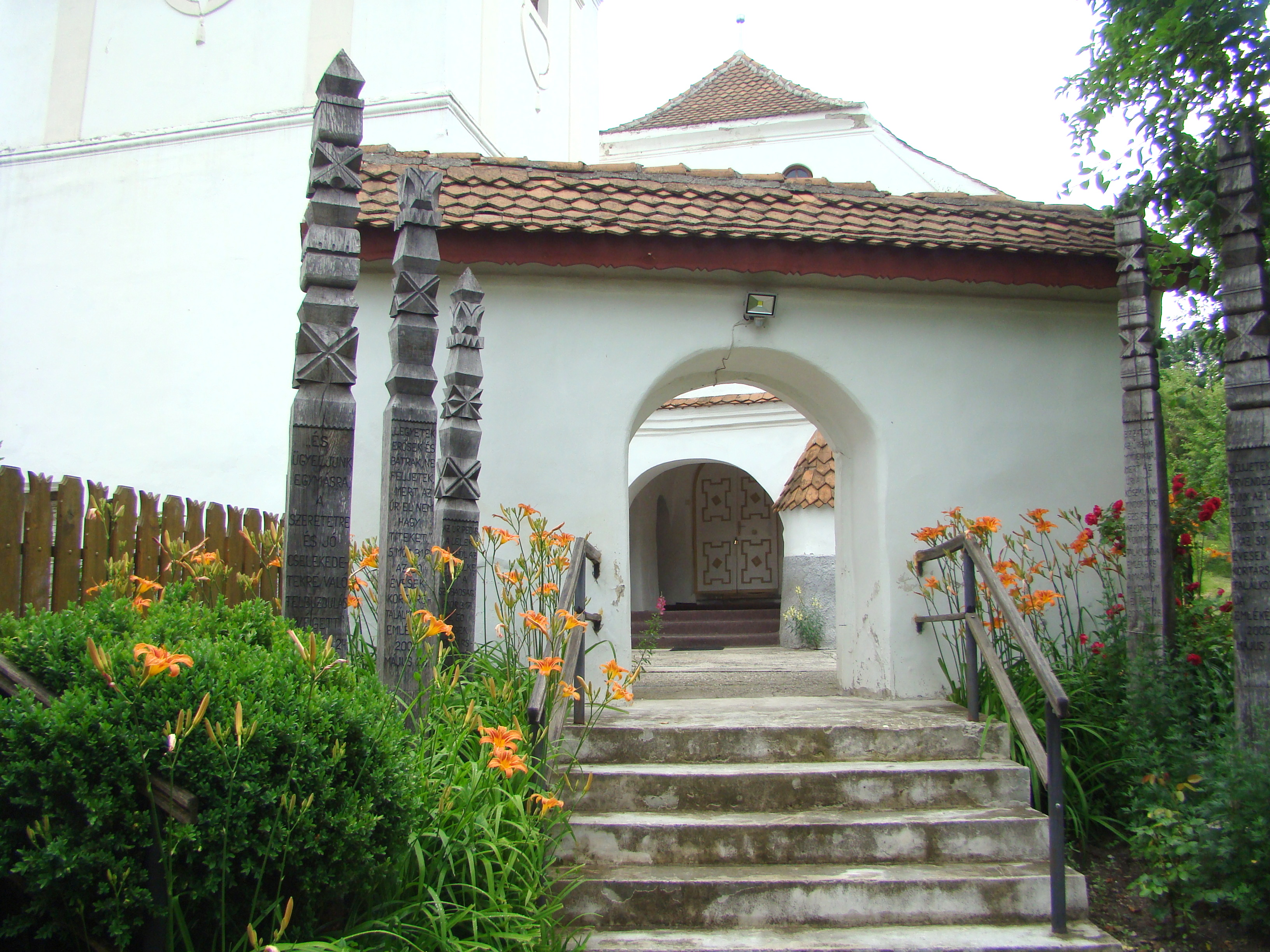
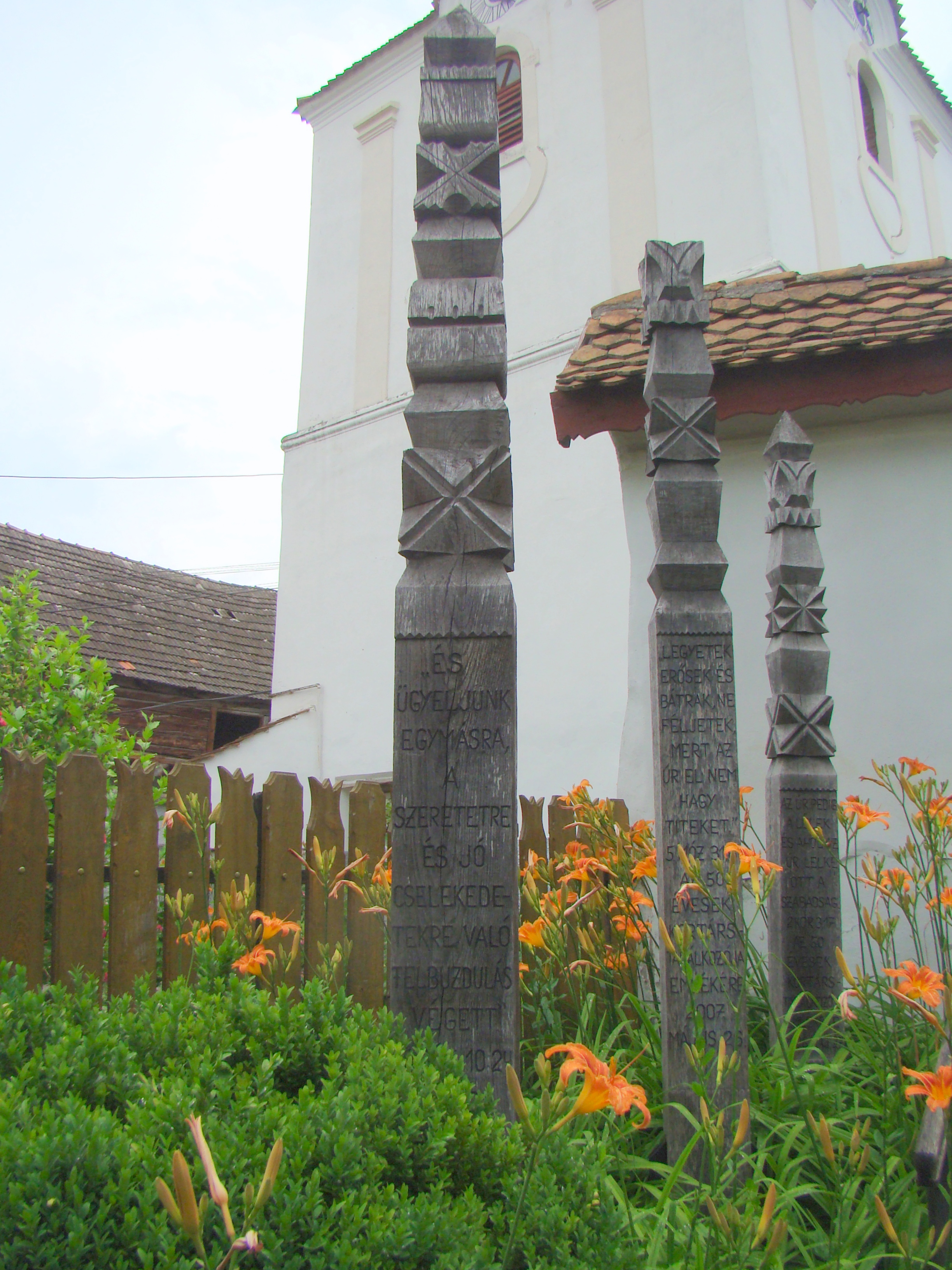
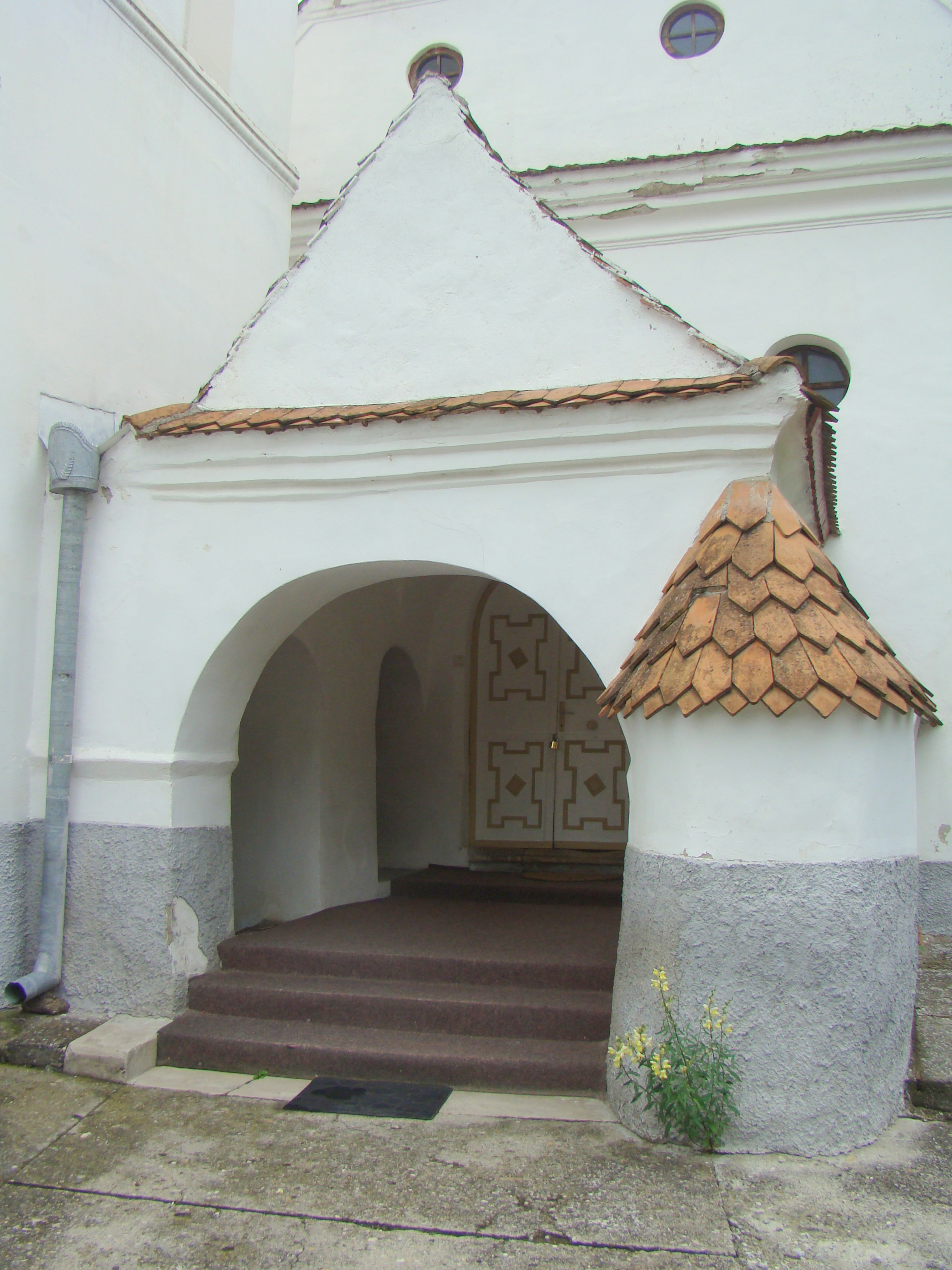
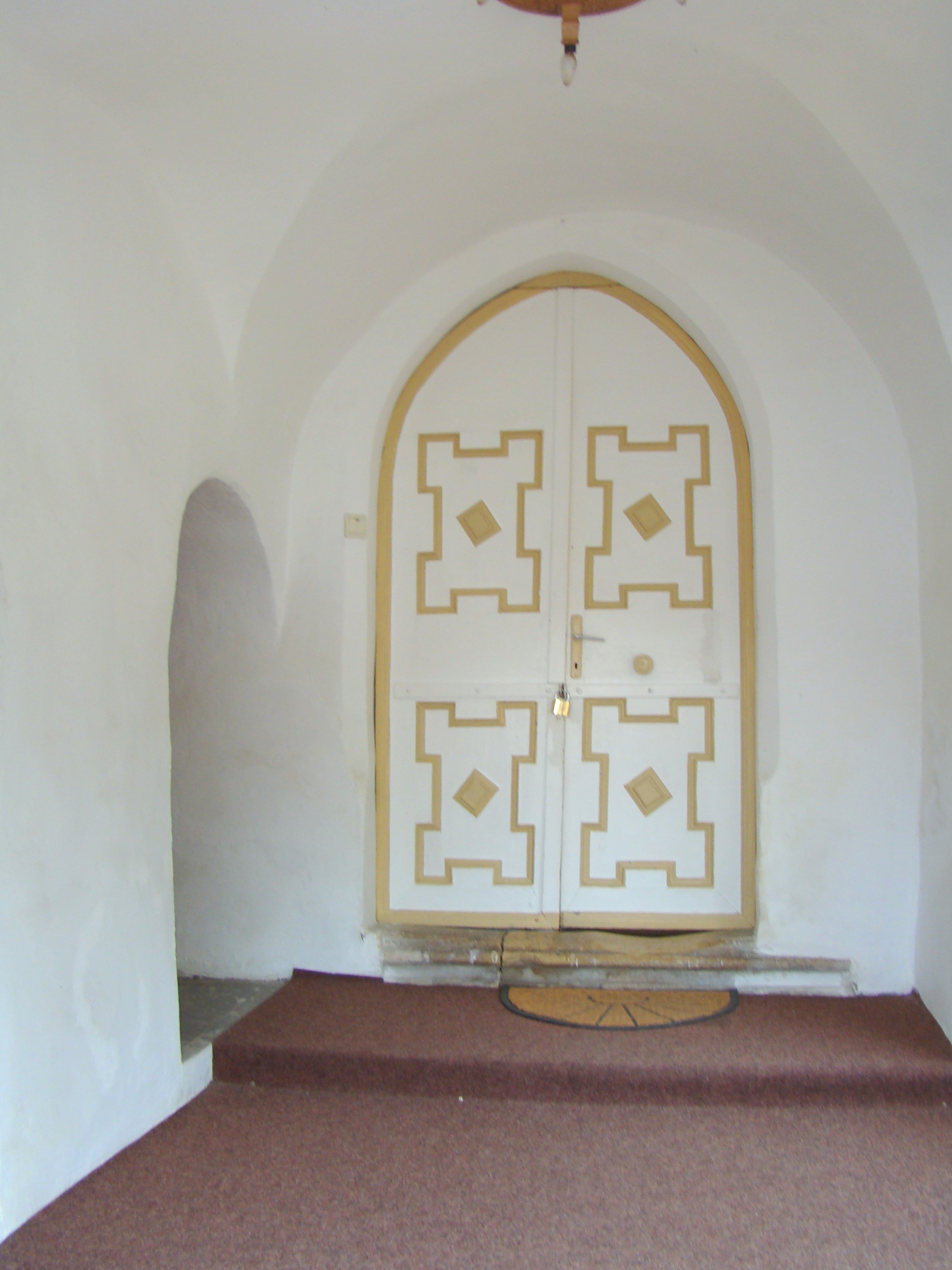
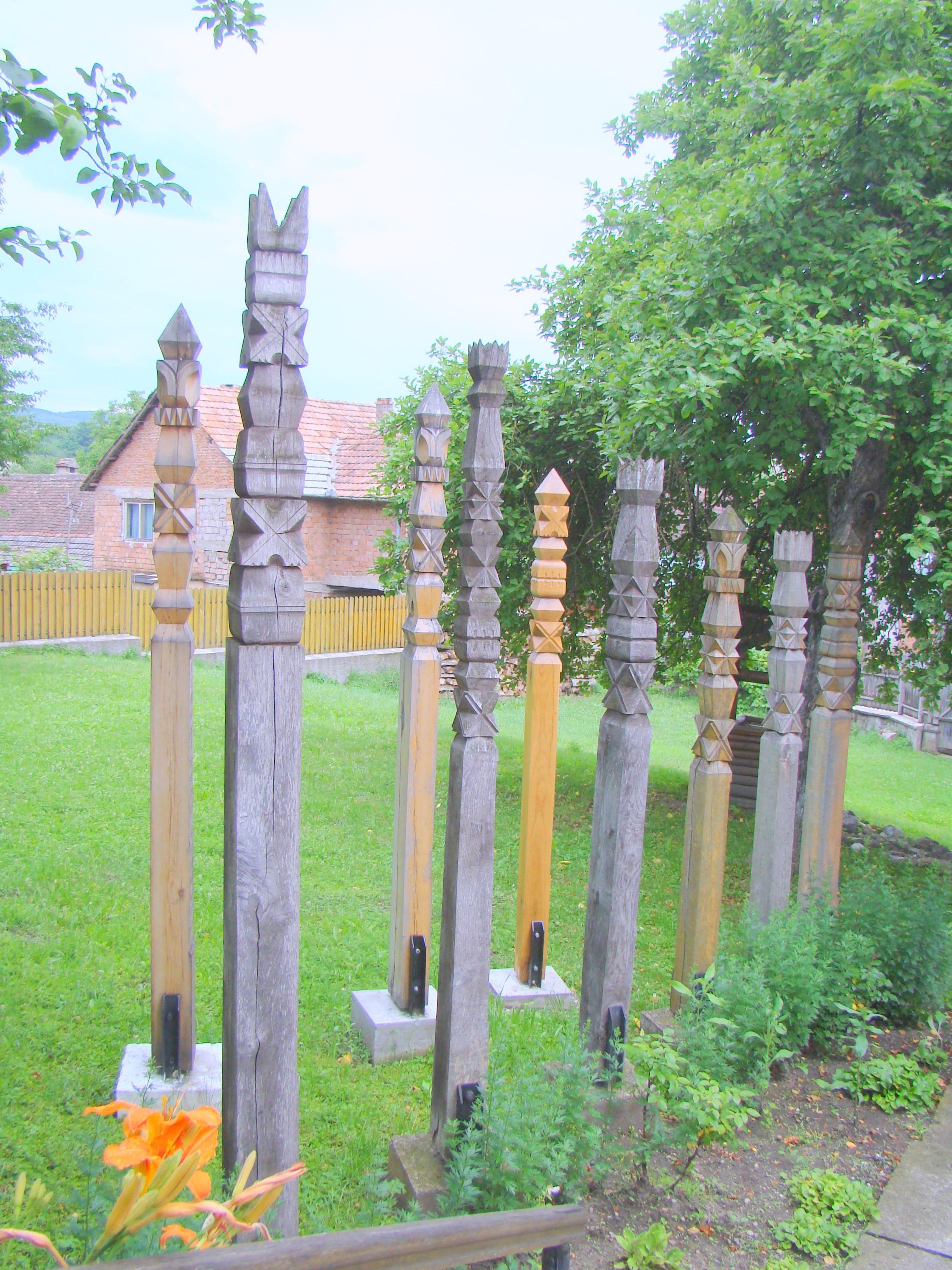
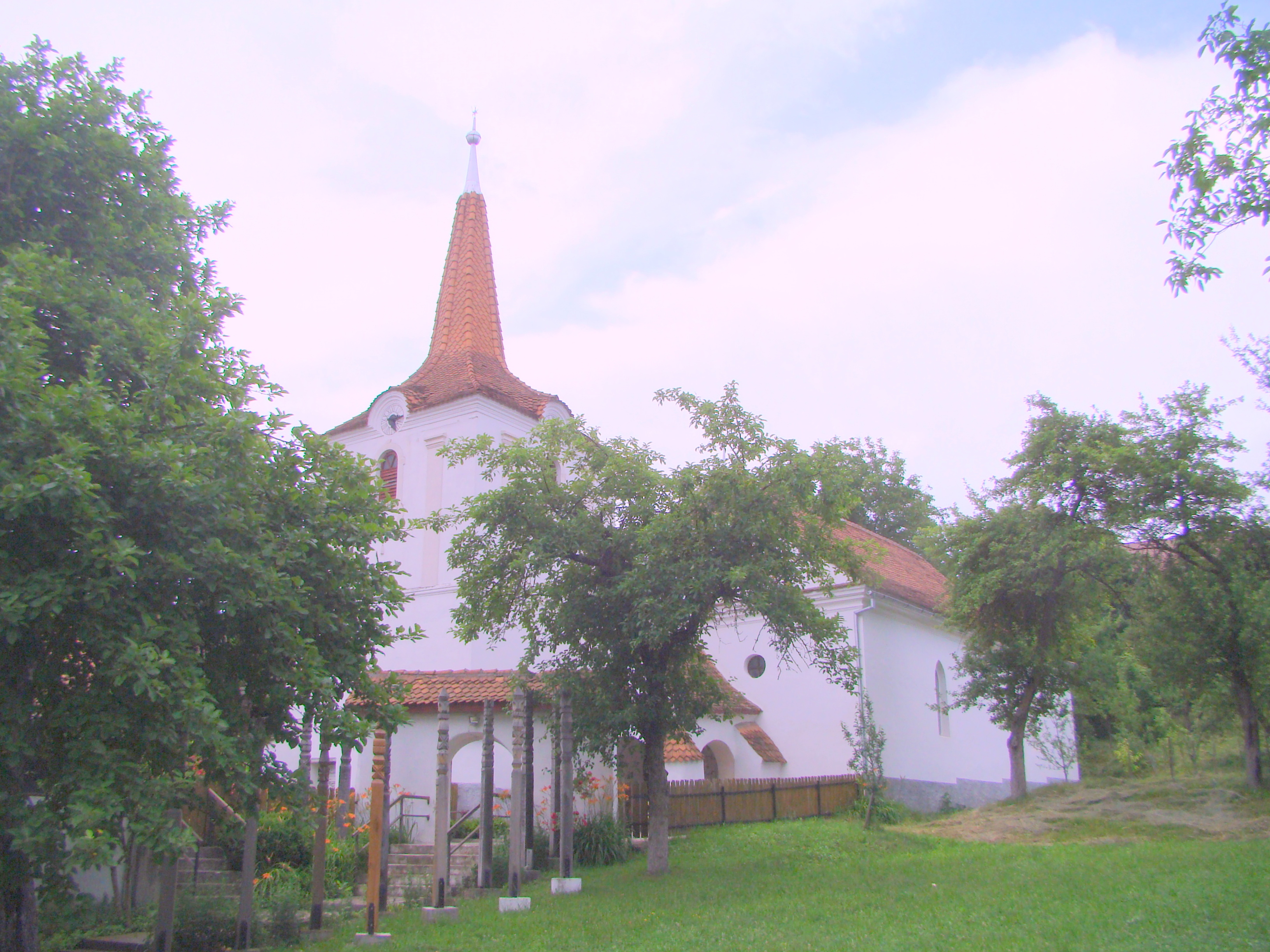
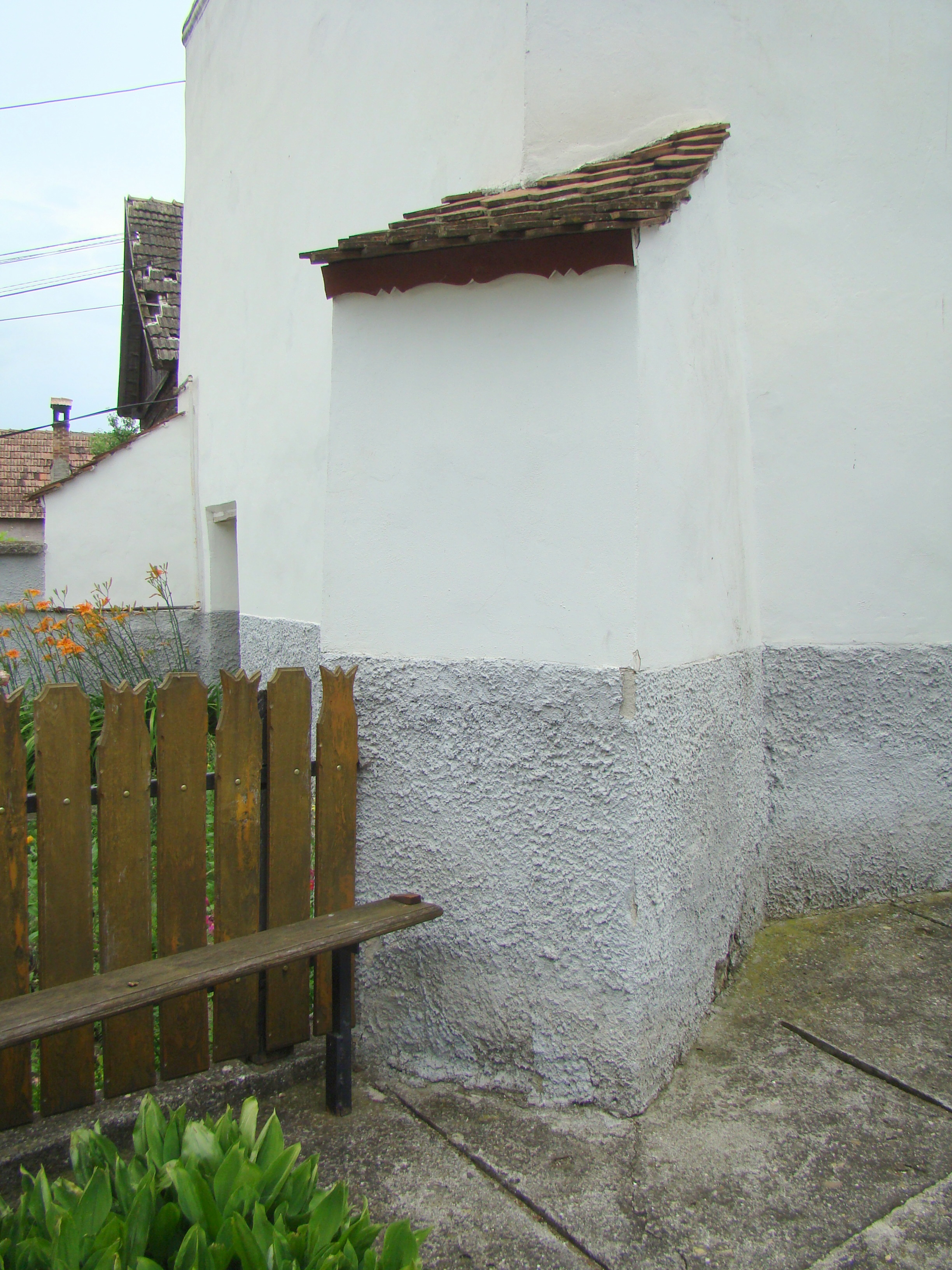
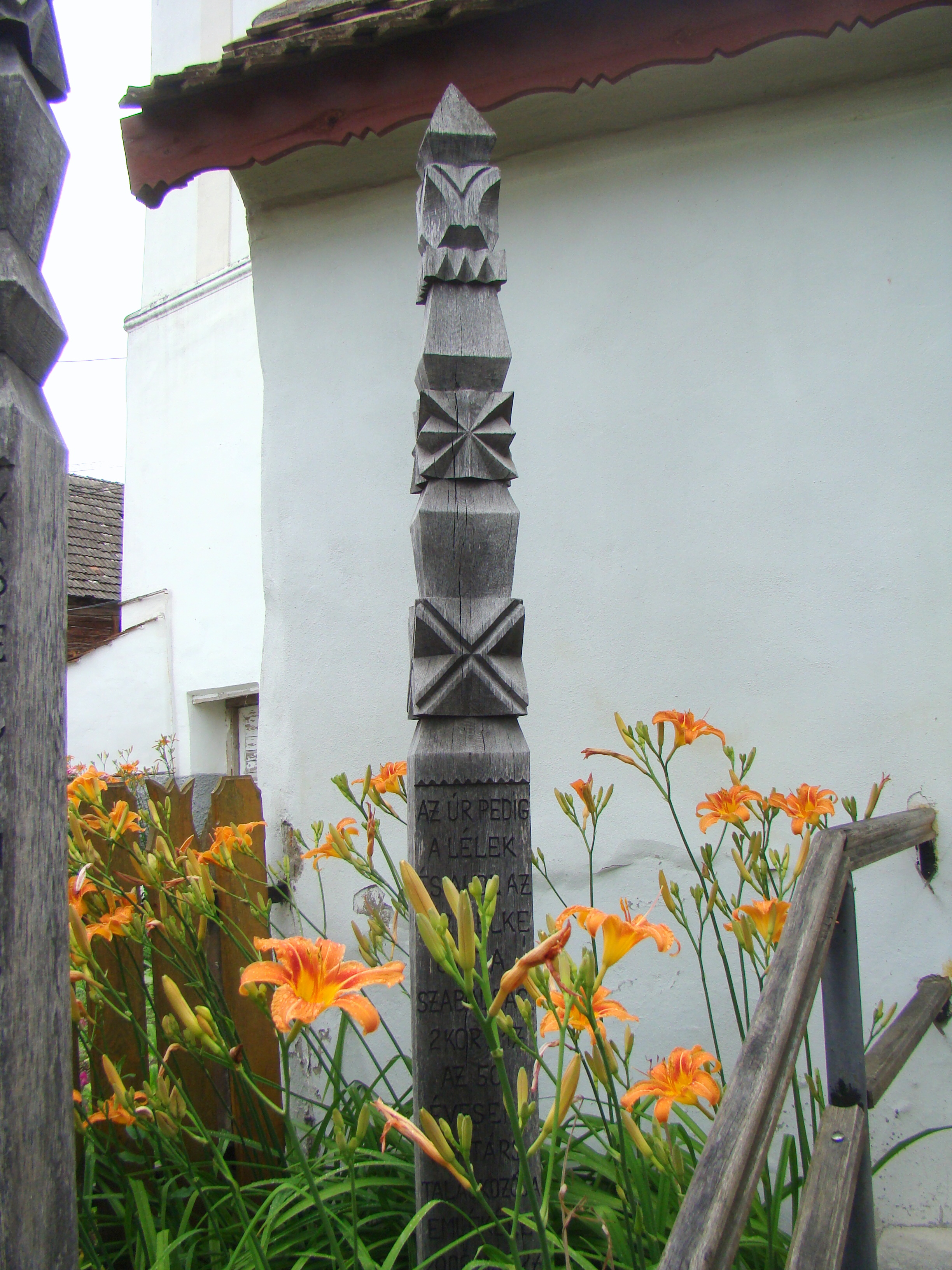
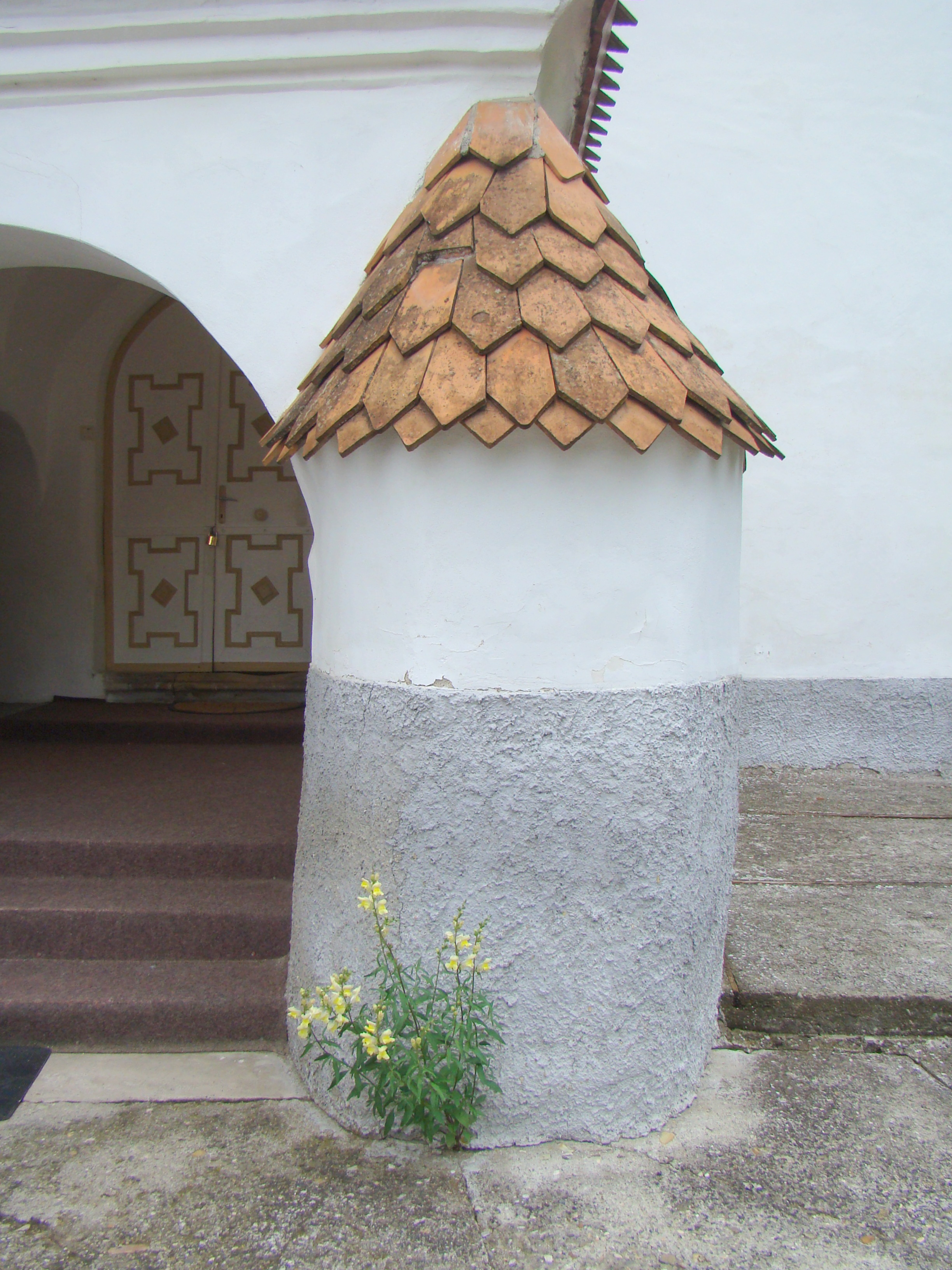
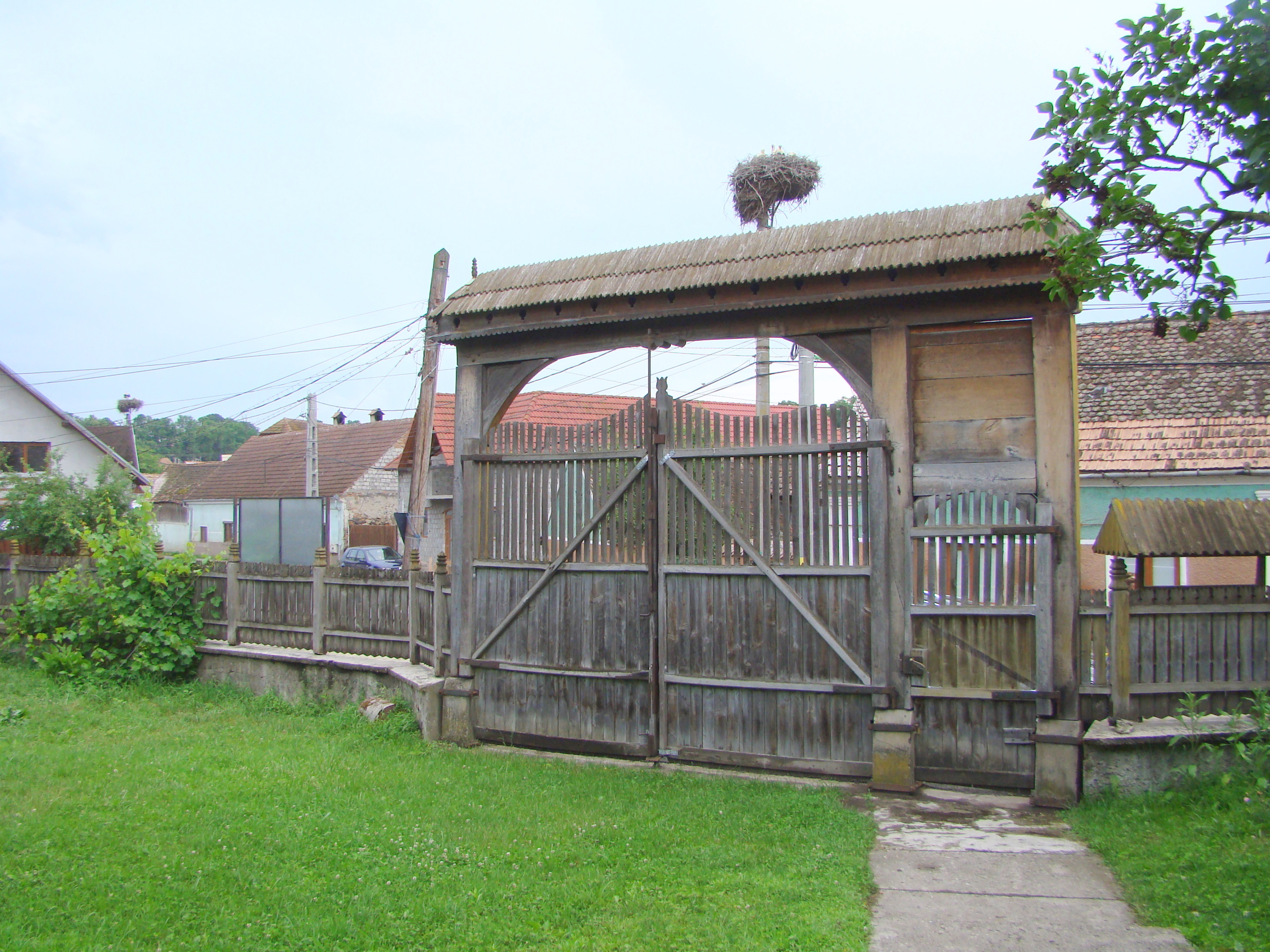
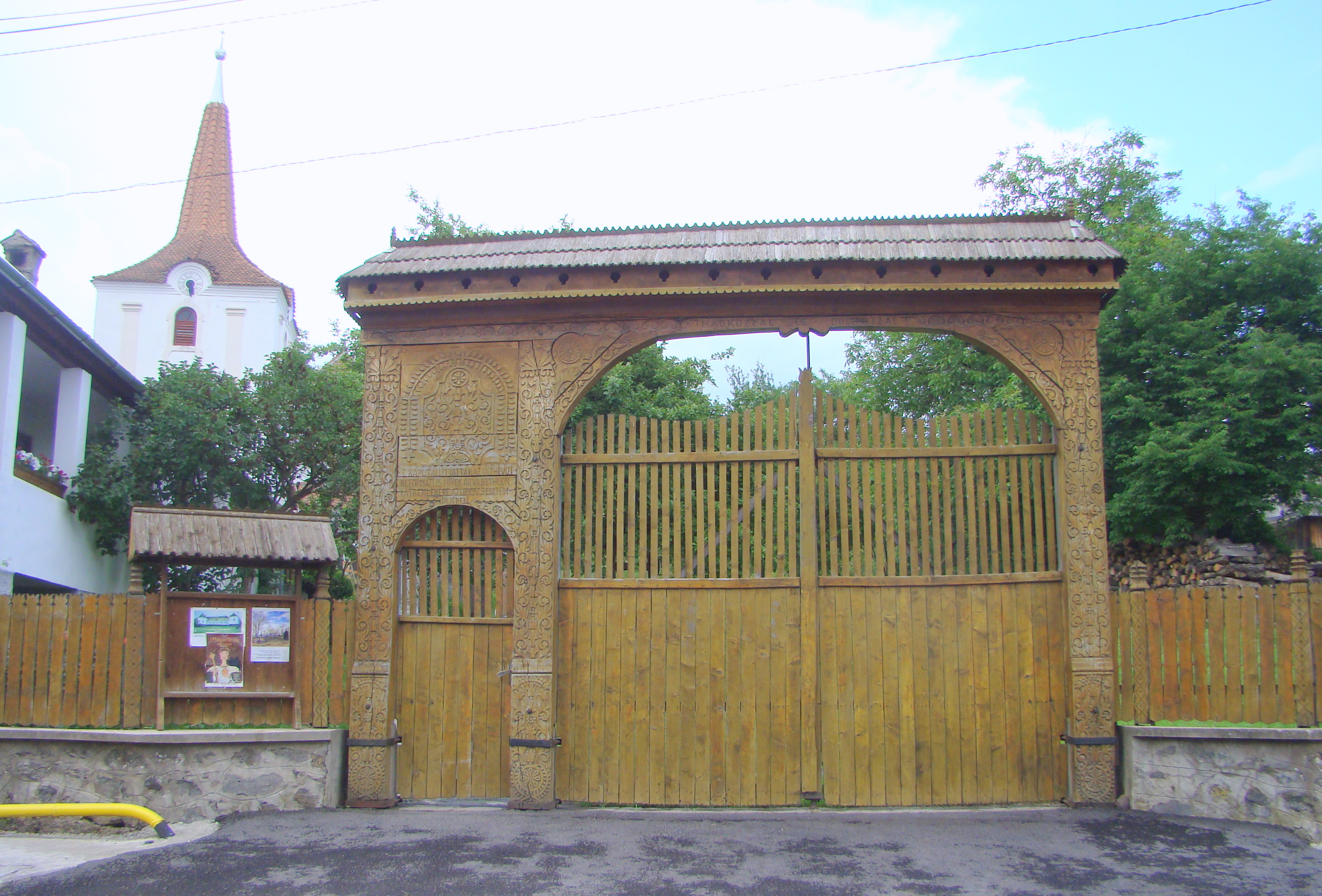

## Imagini din interior

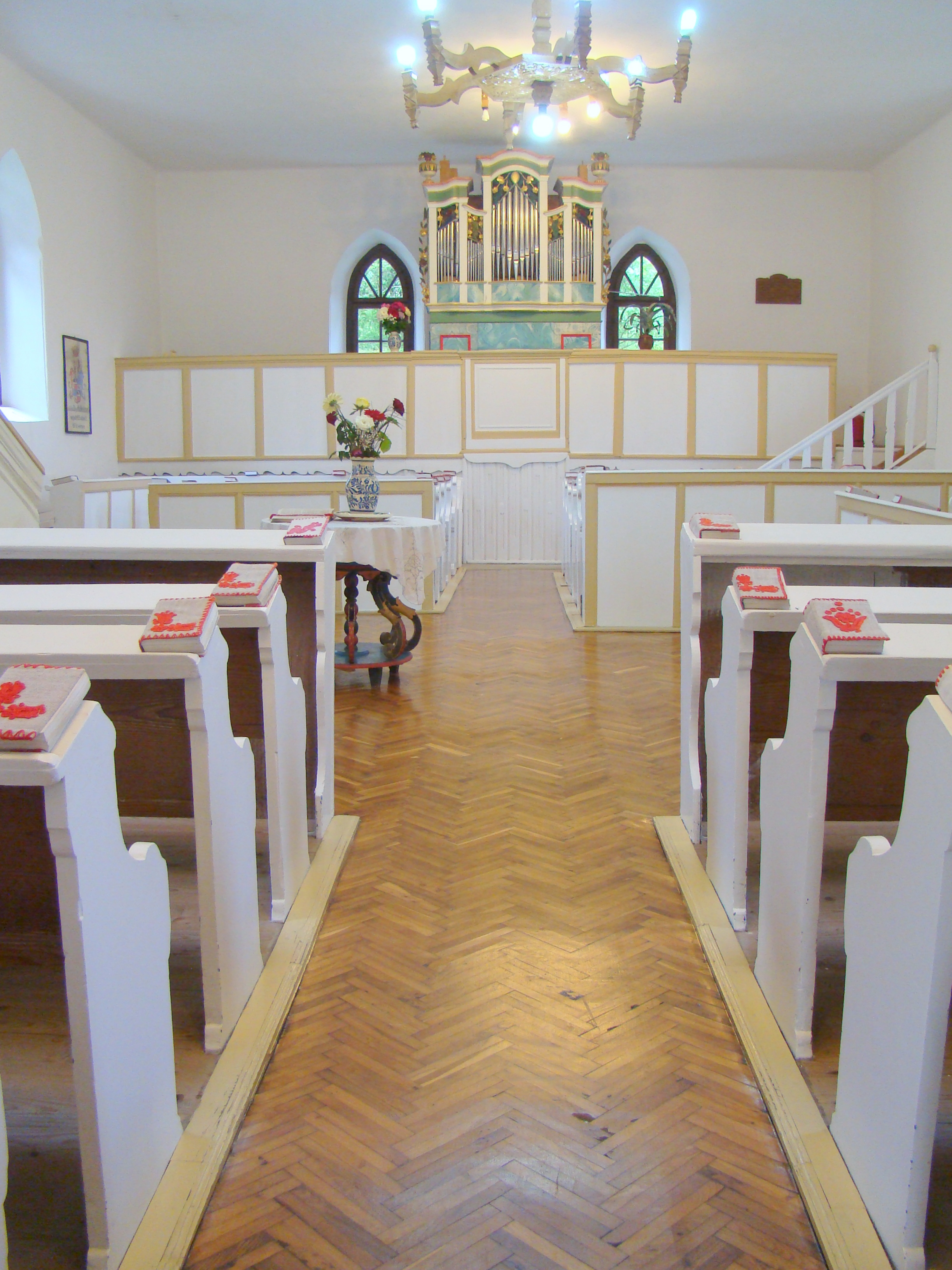
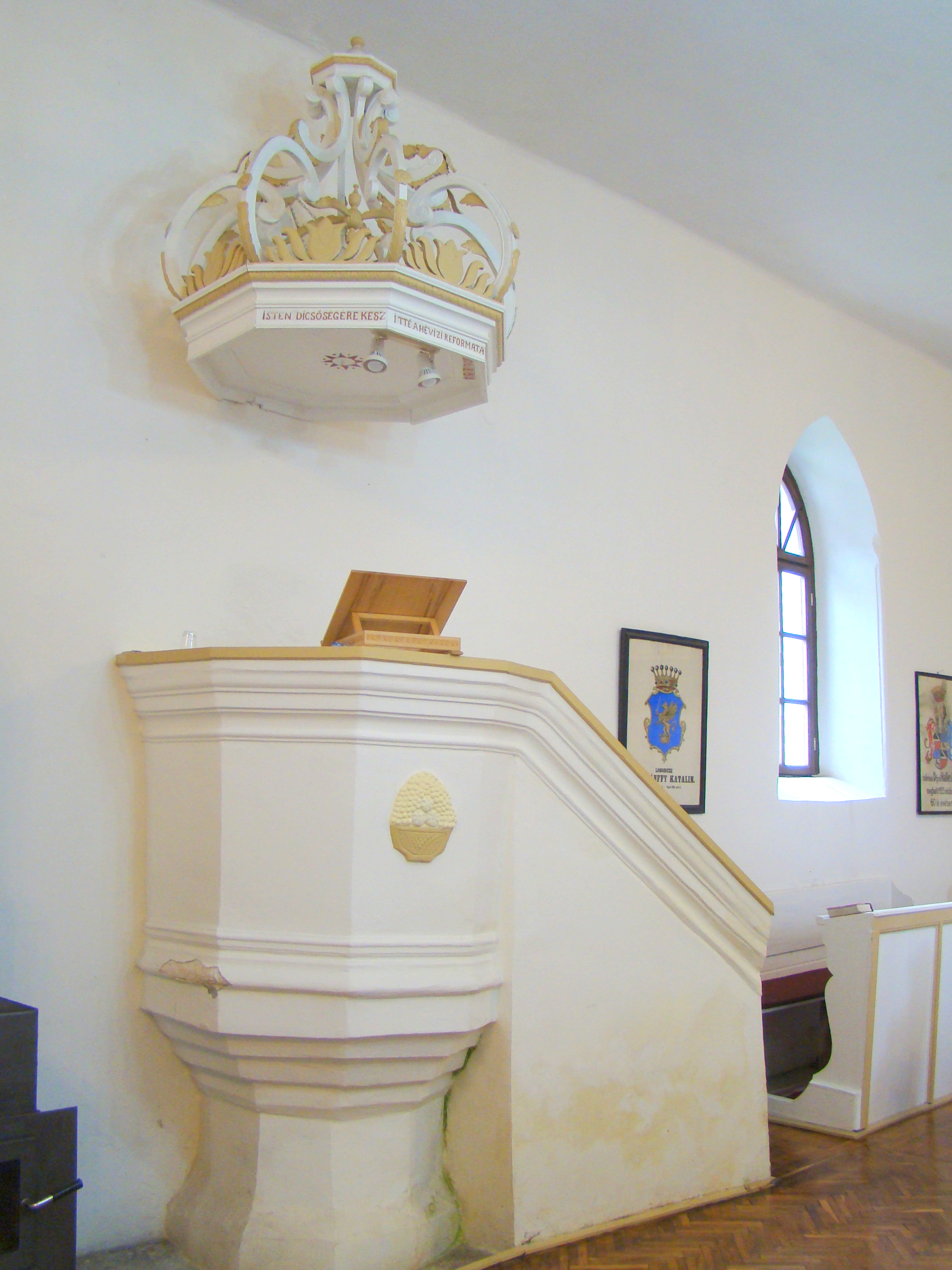
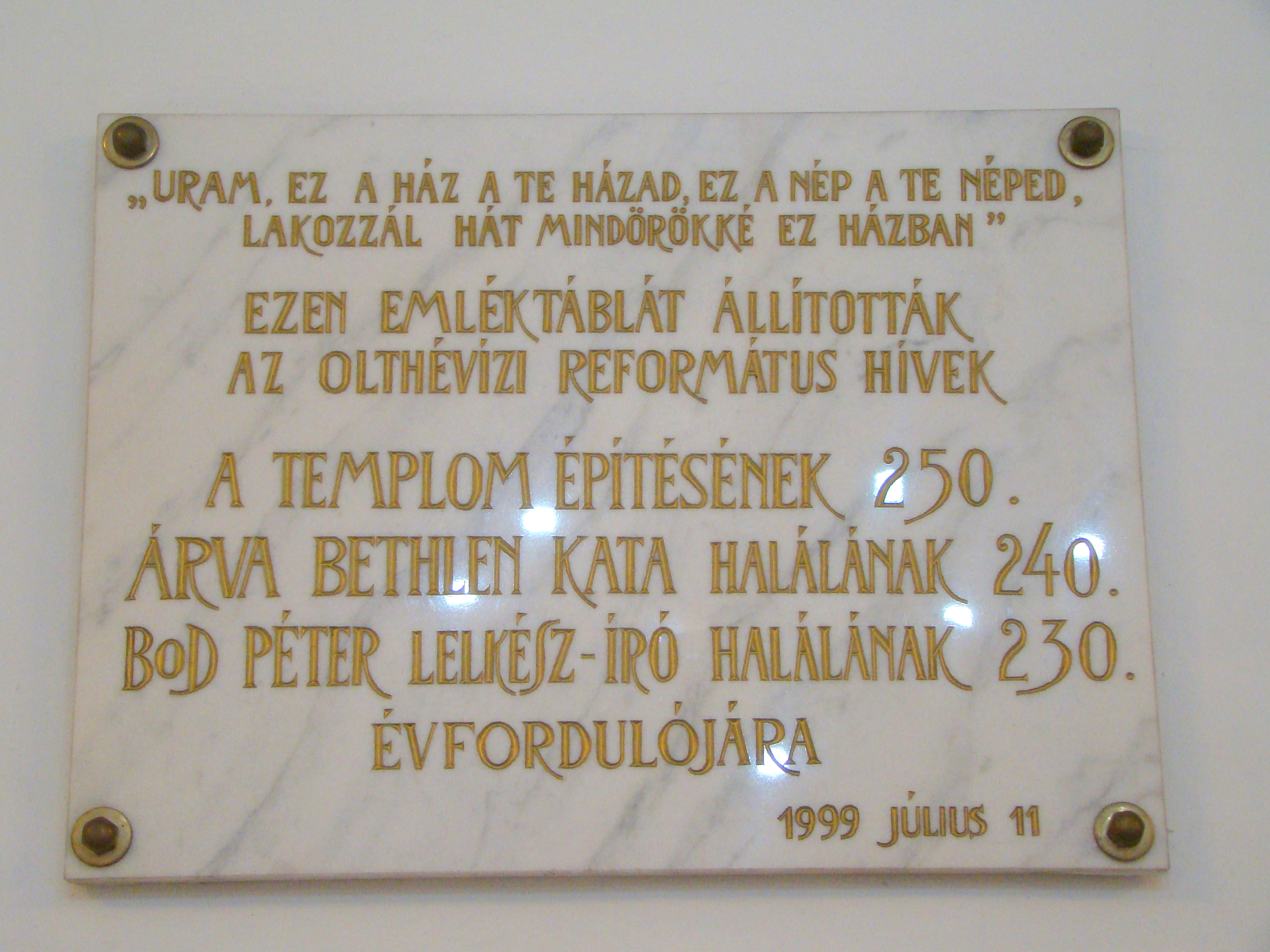
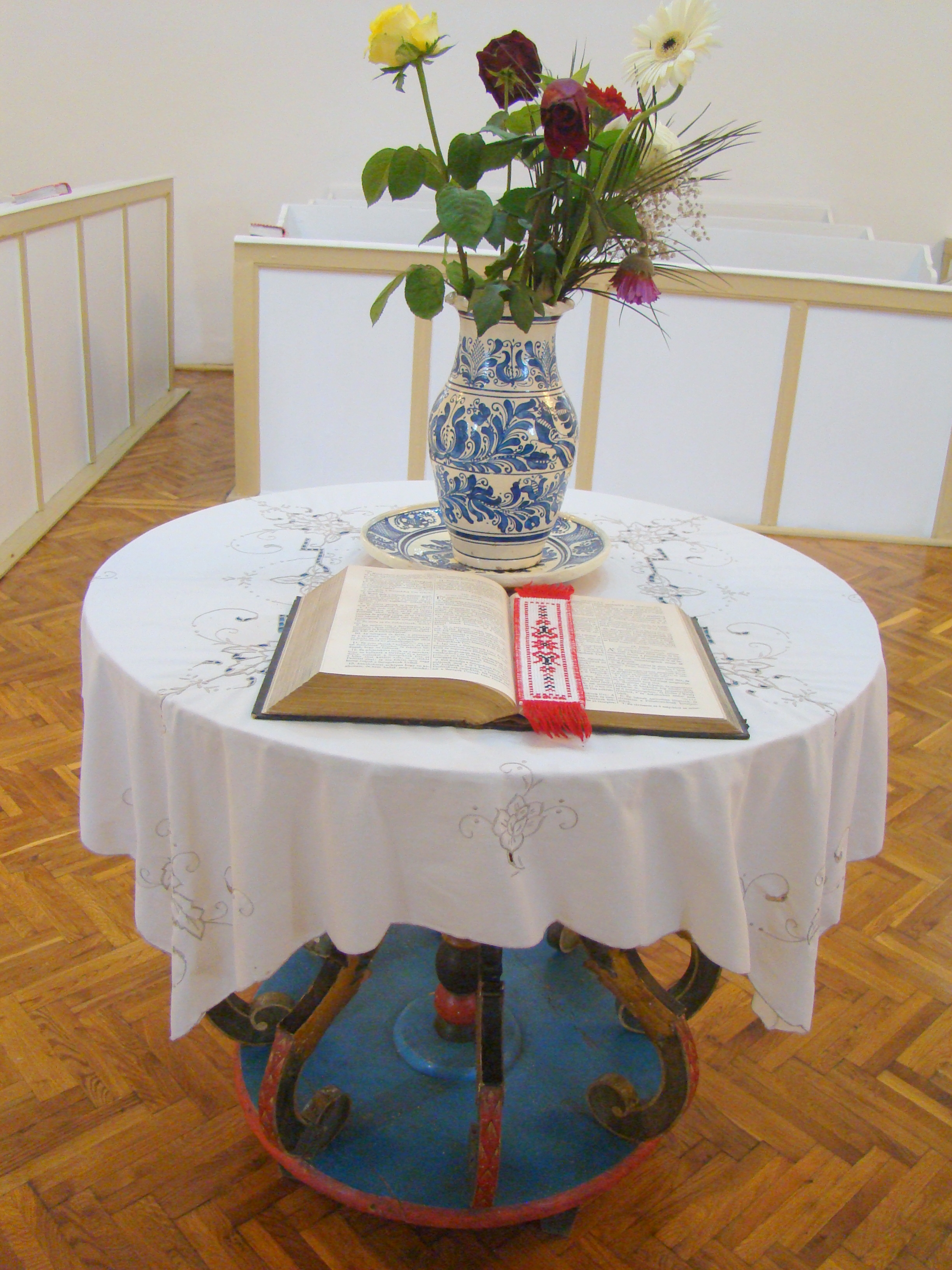
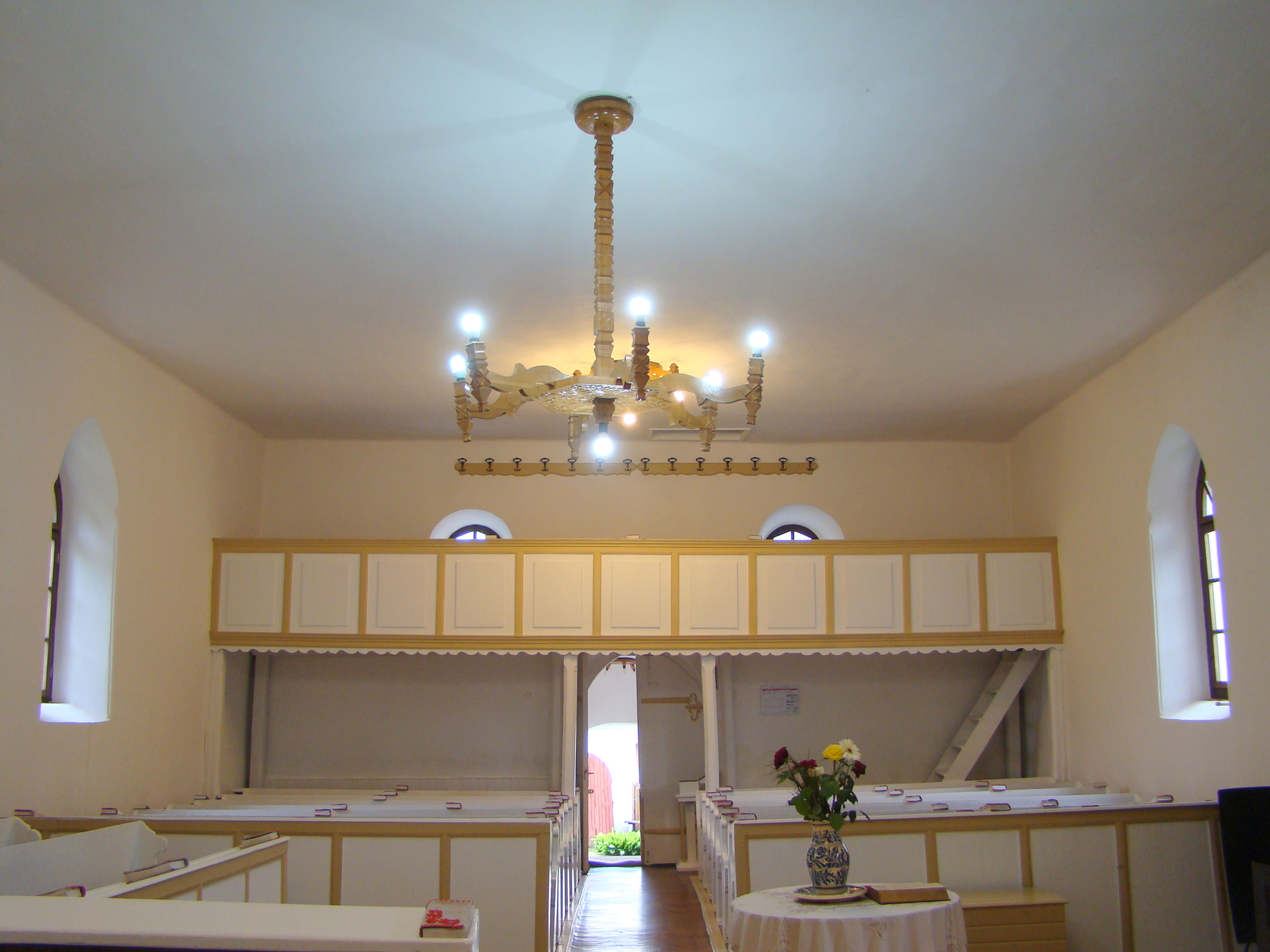
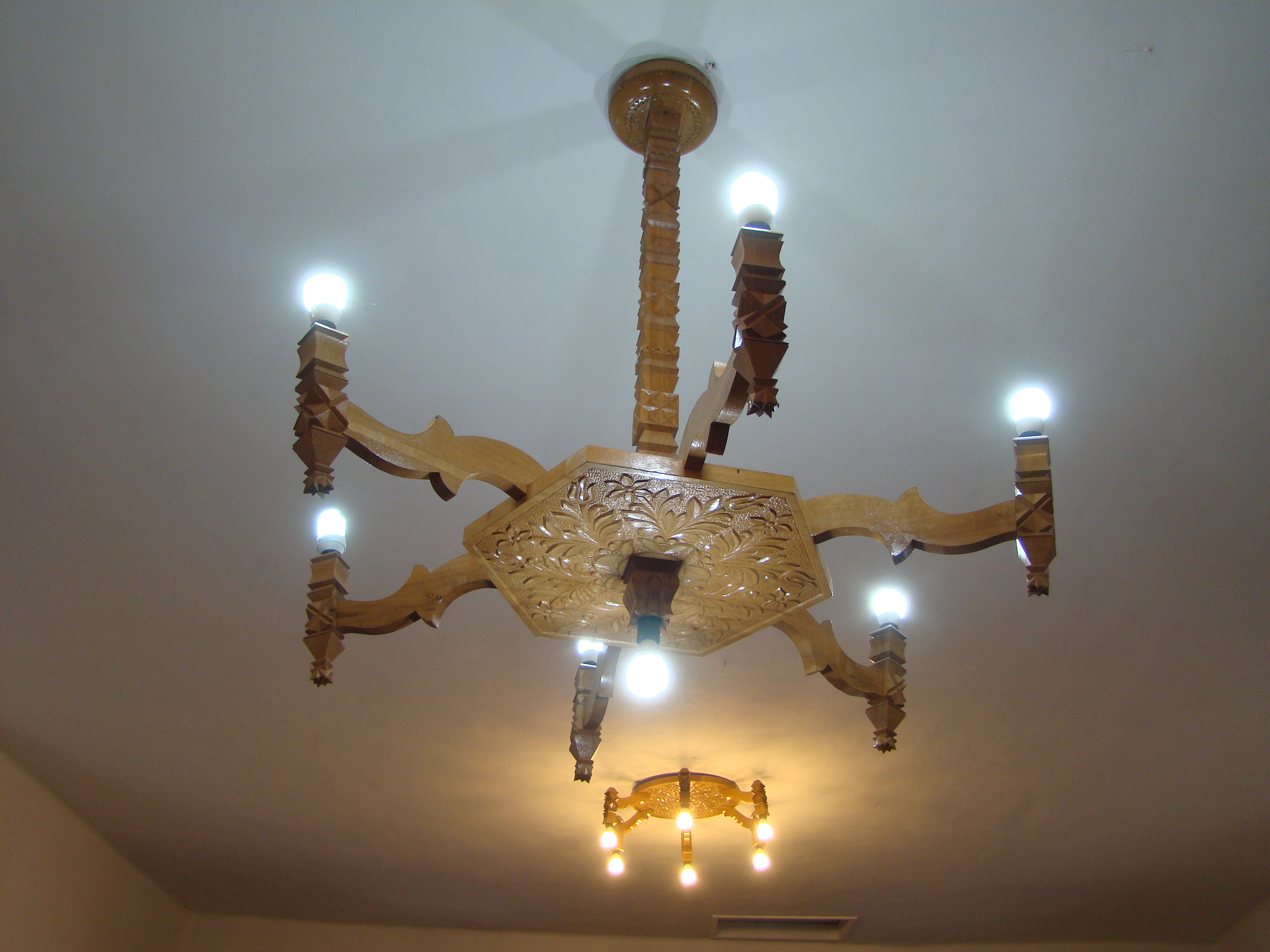
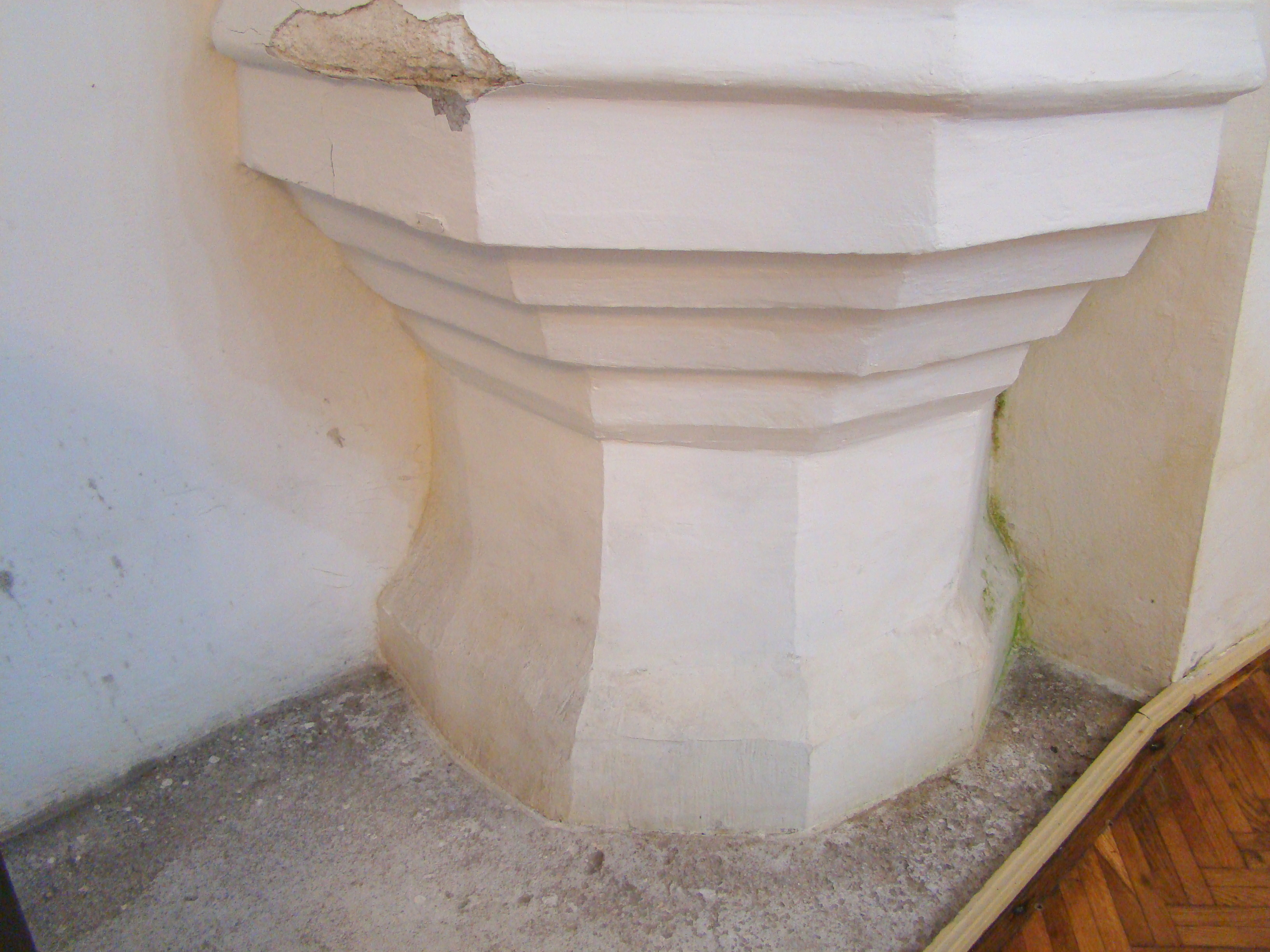
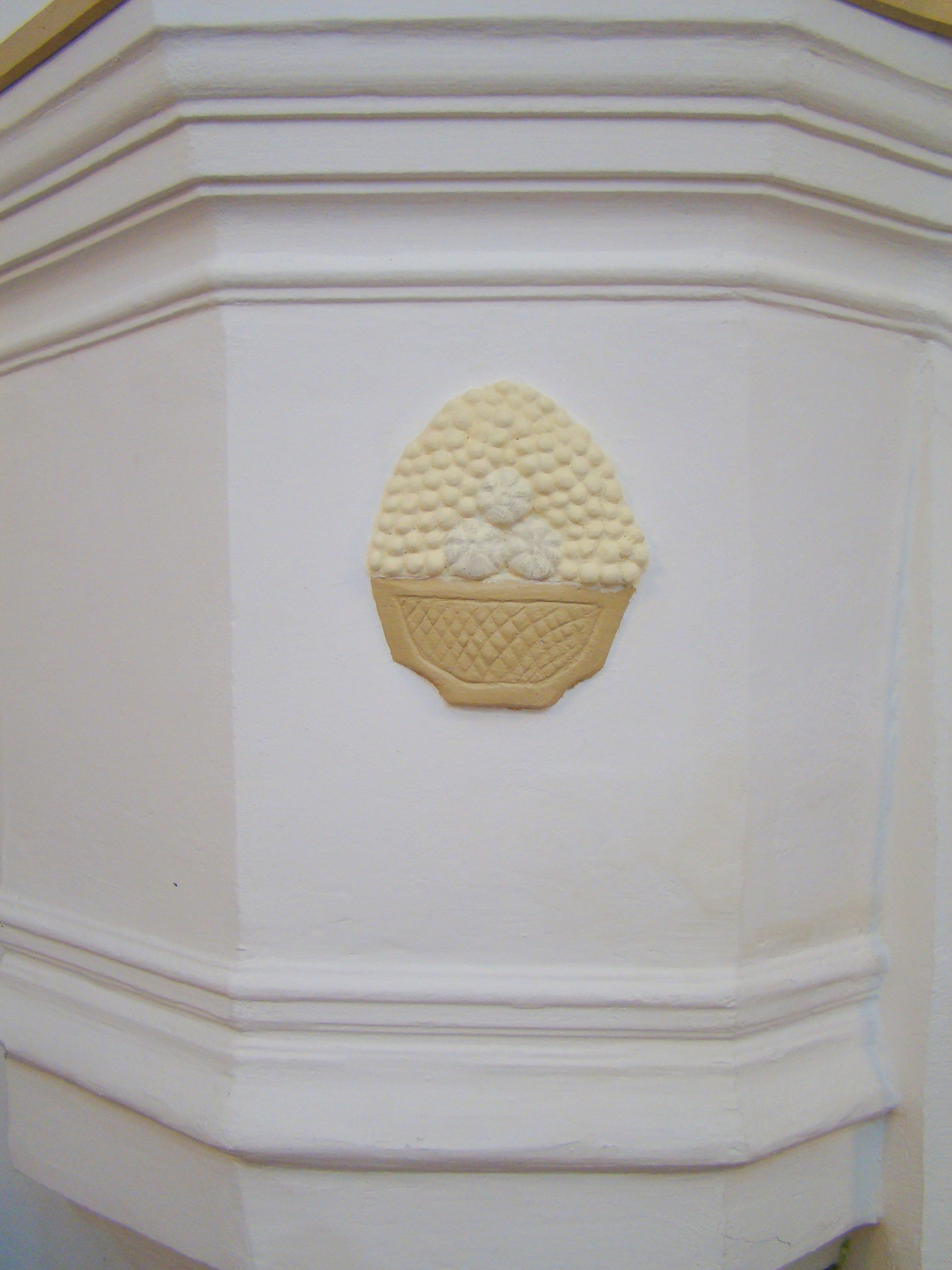
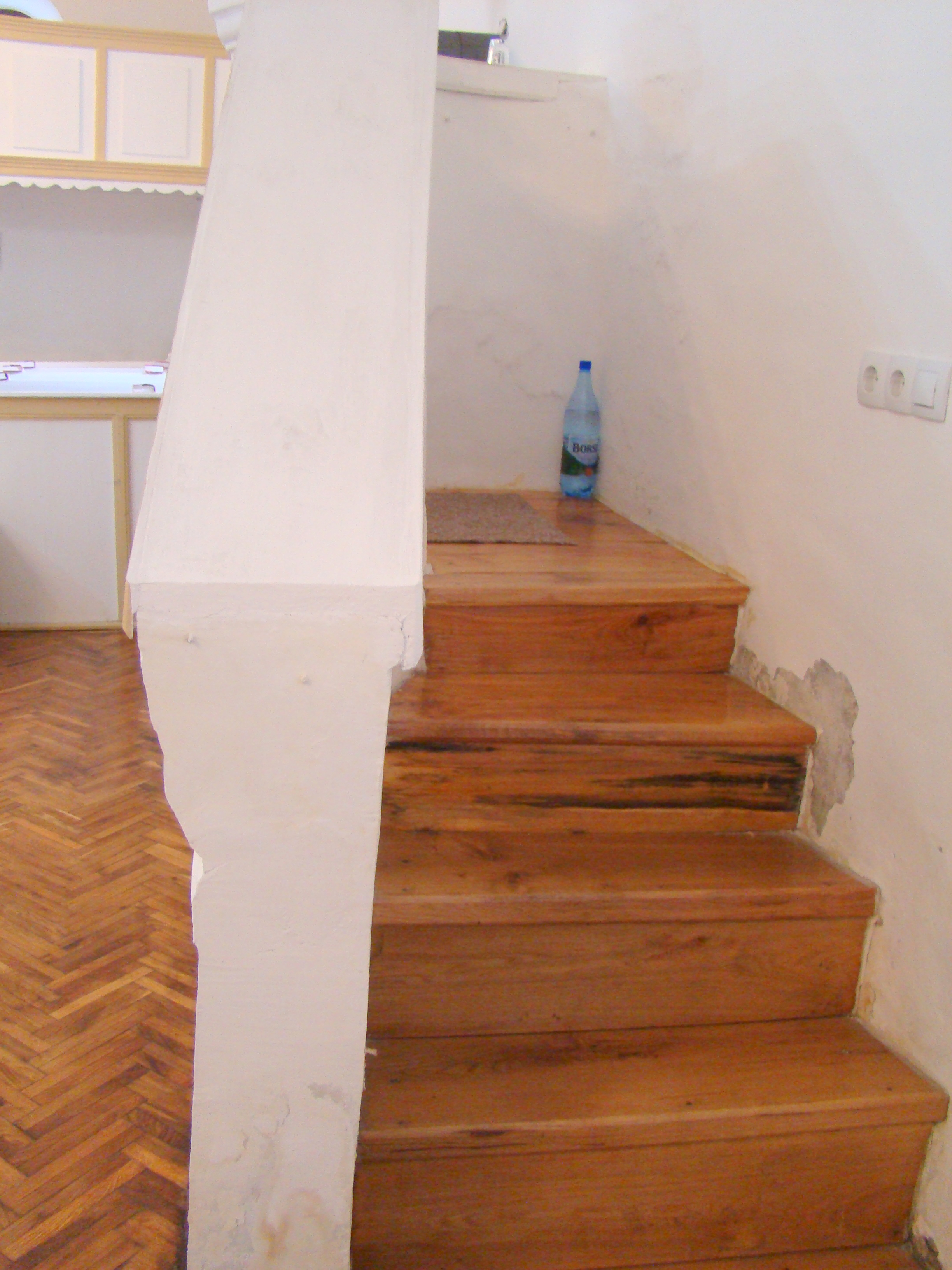
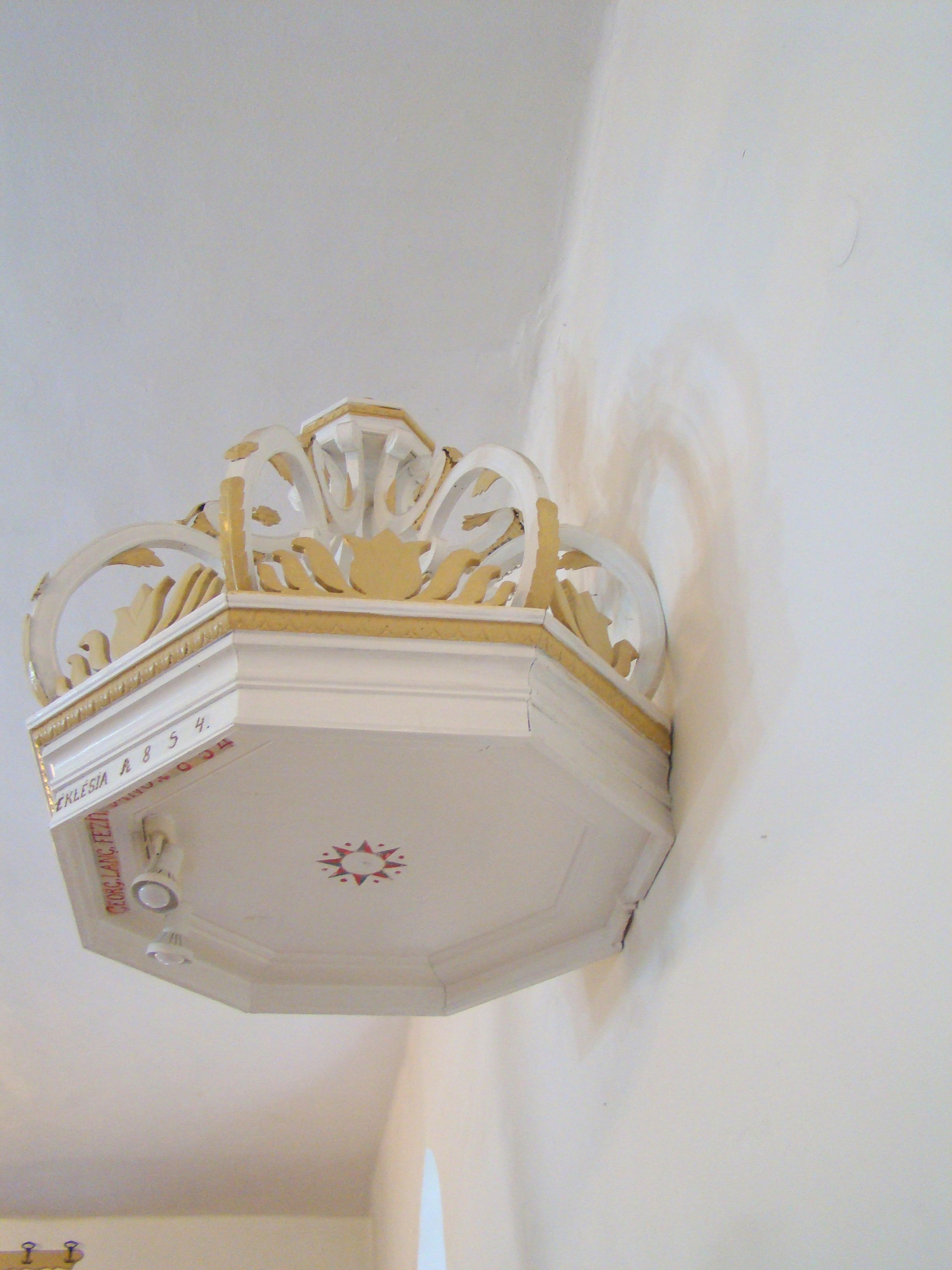
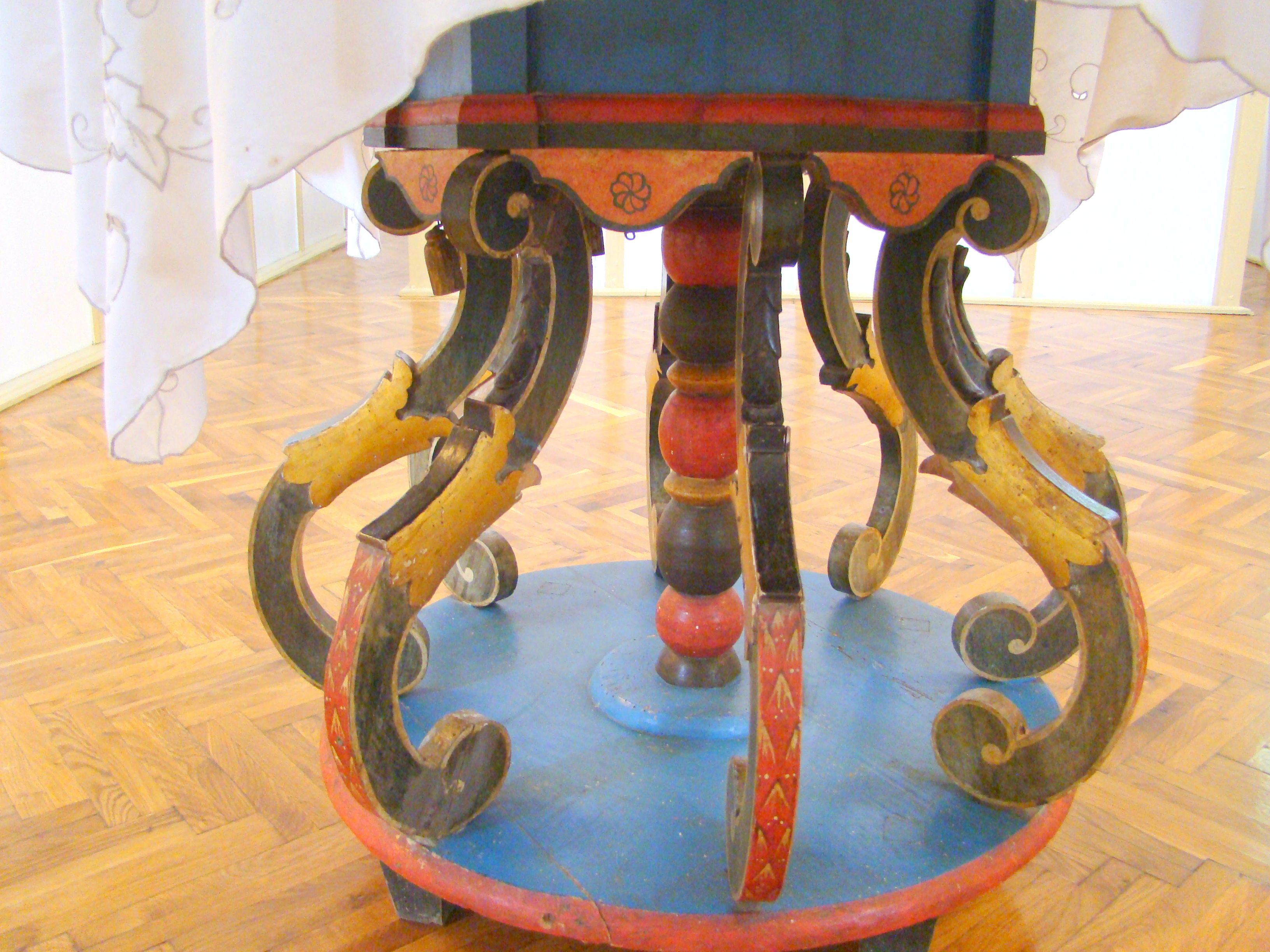
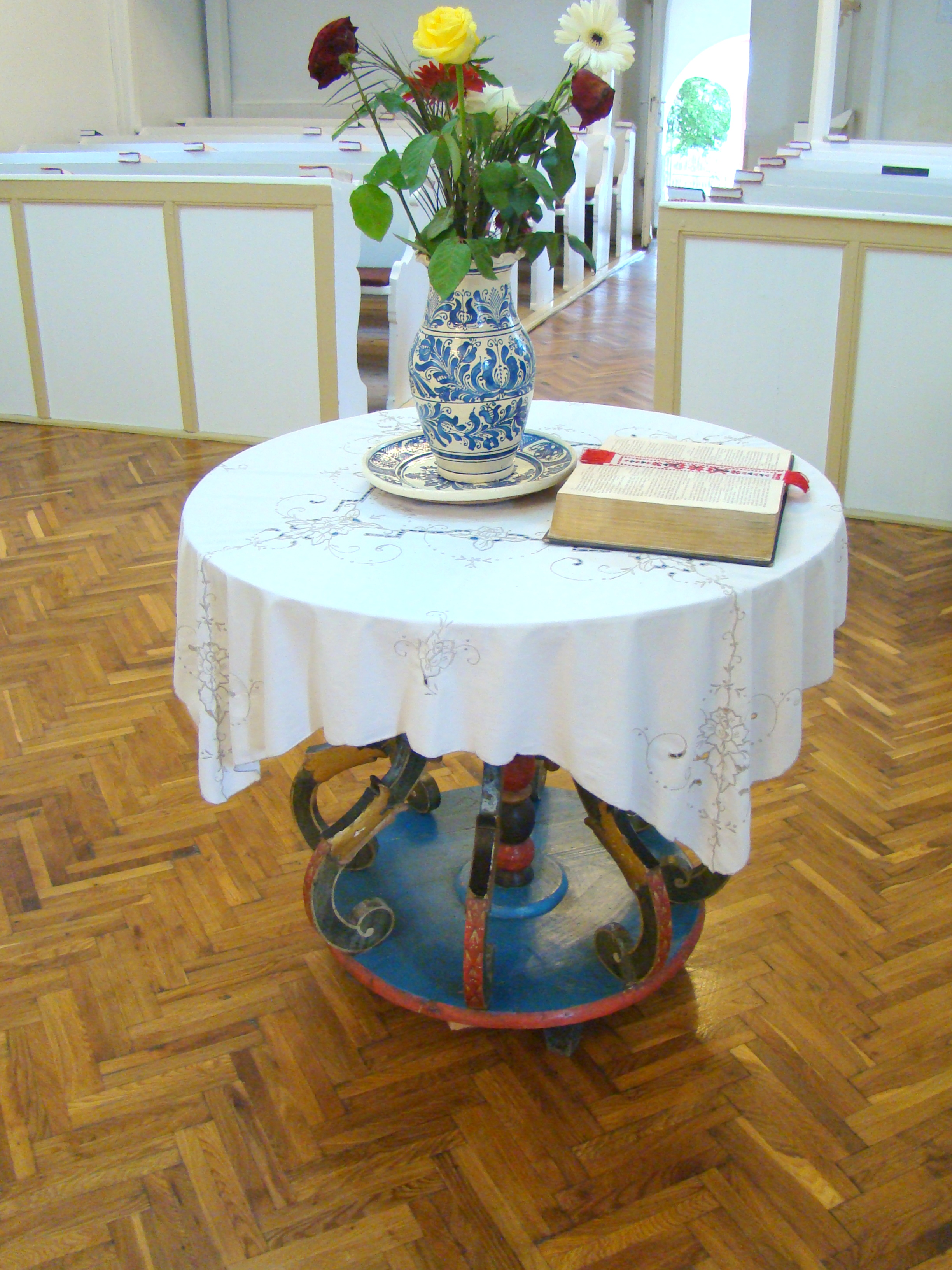
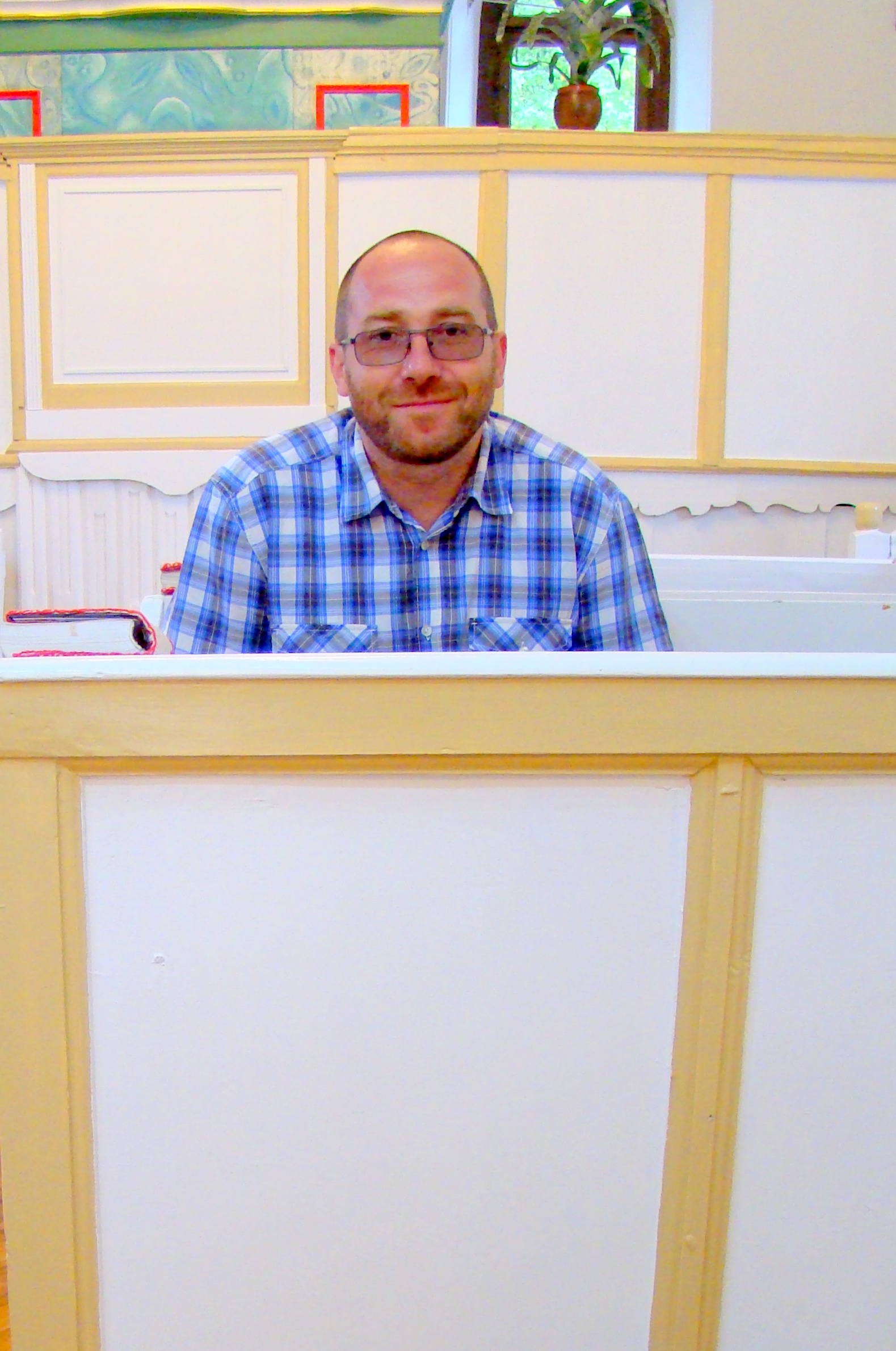
pastorul reformat din parohia Hoghiz: Sylvester Aba János
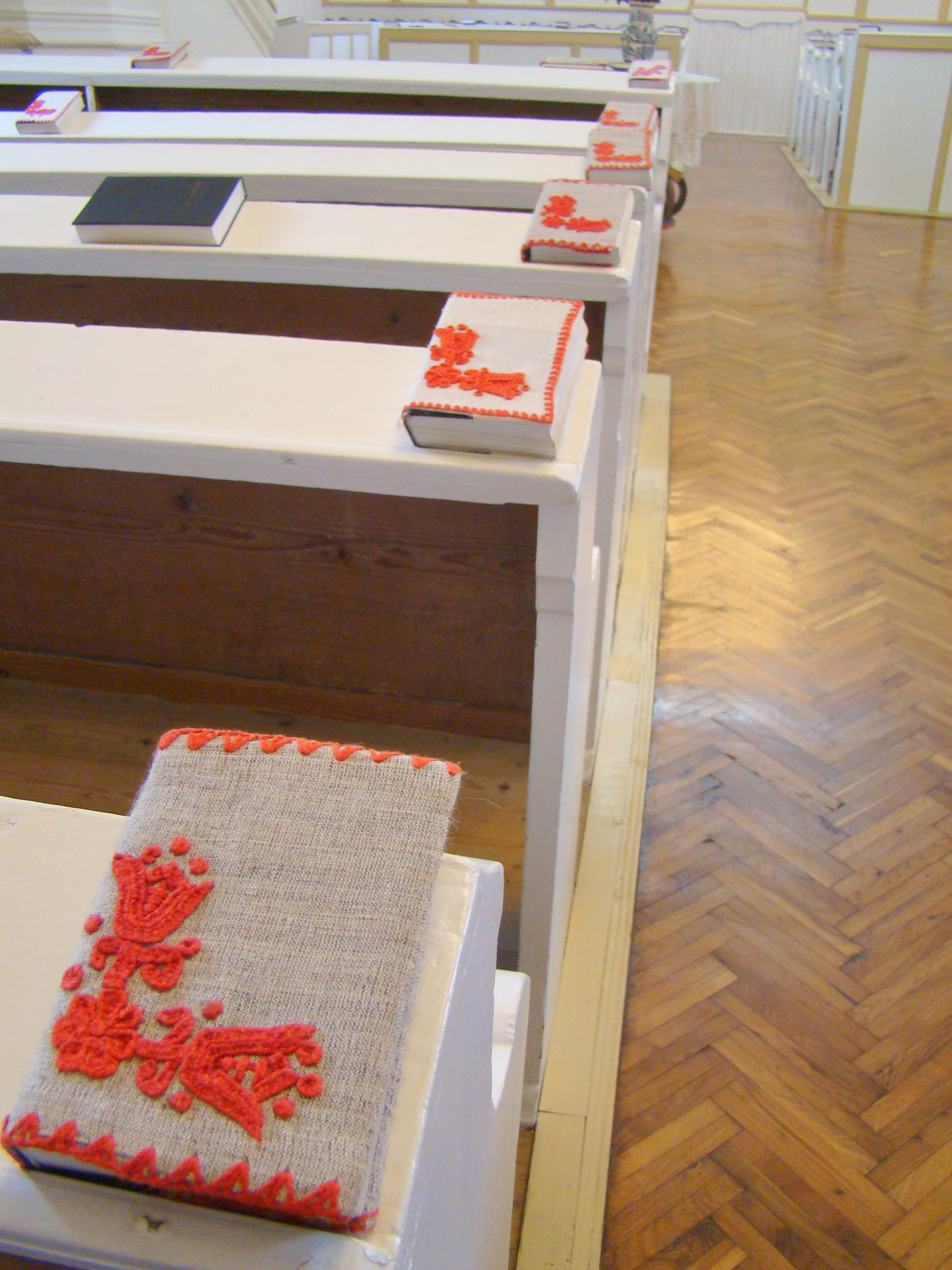
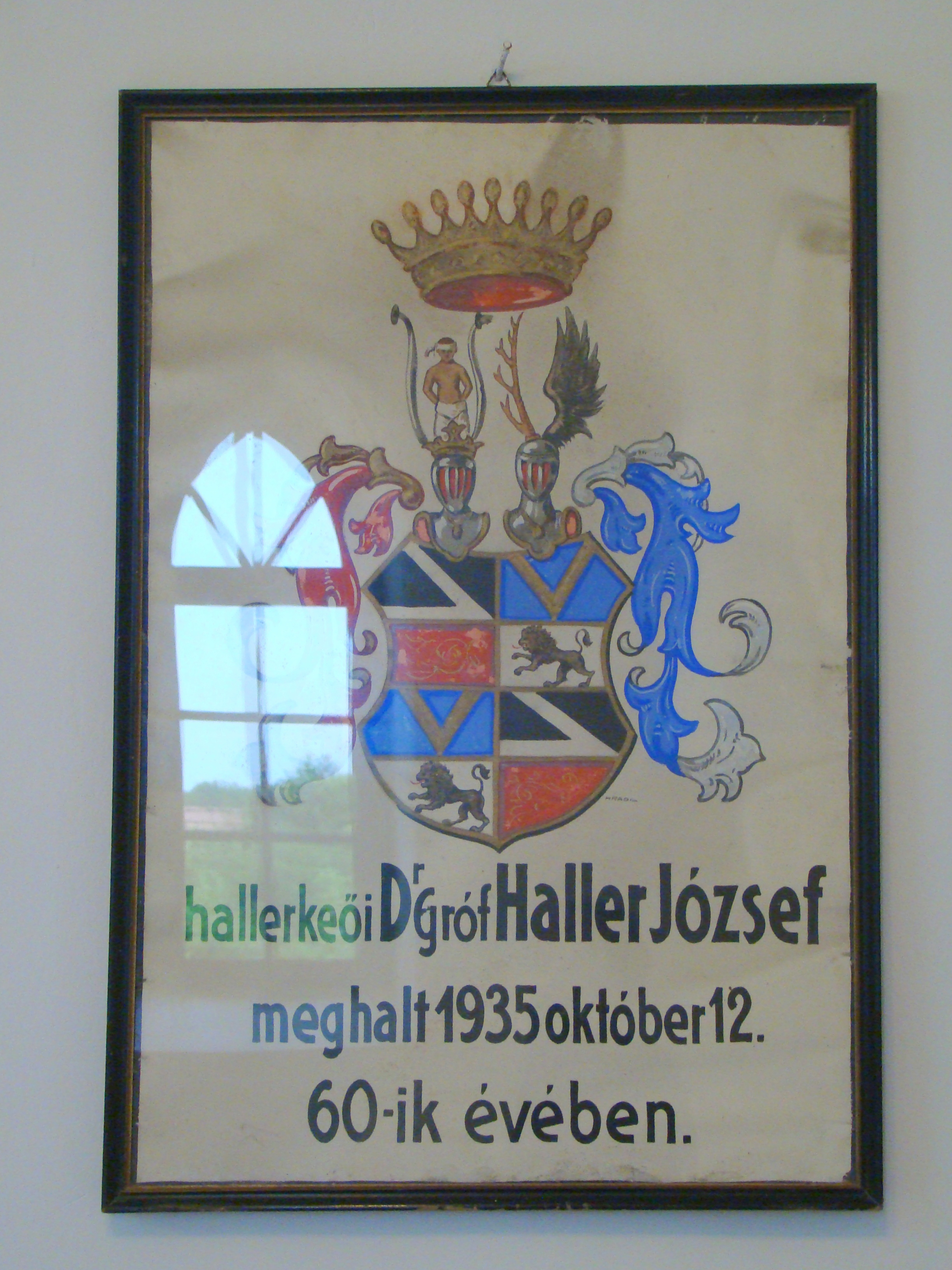
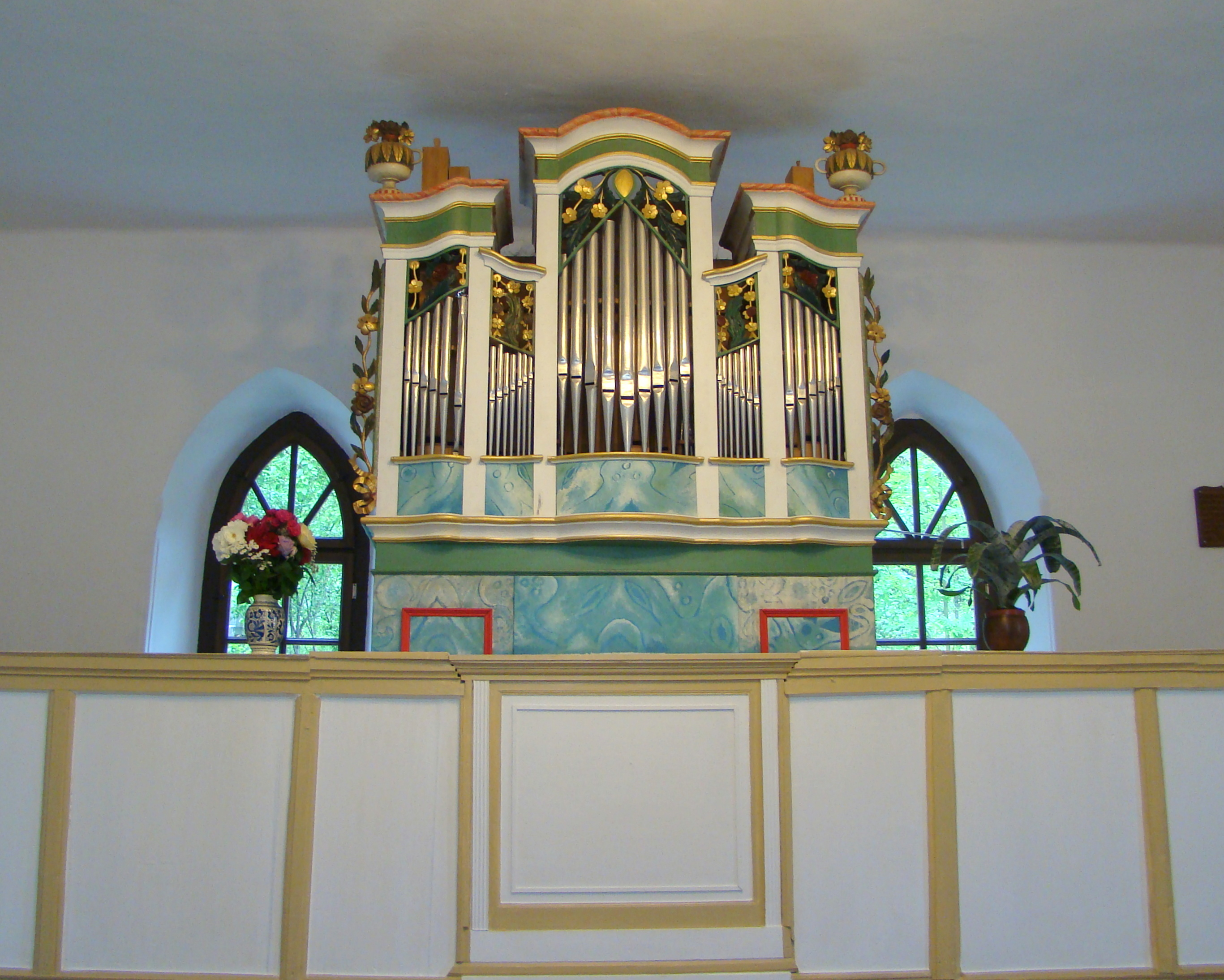
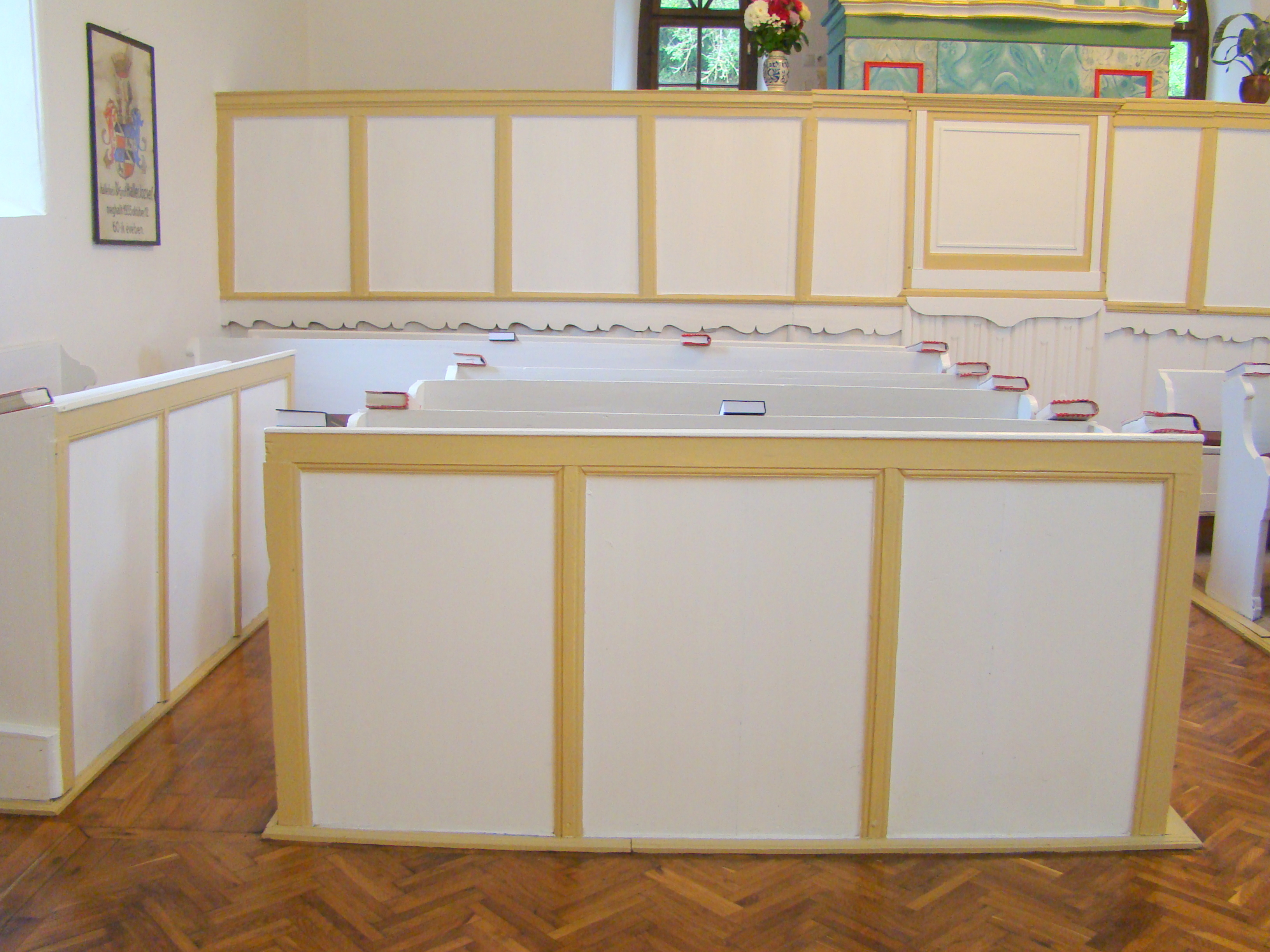
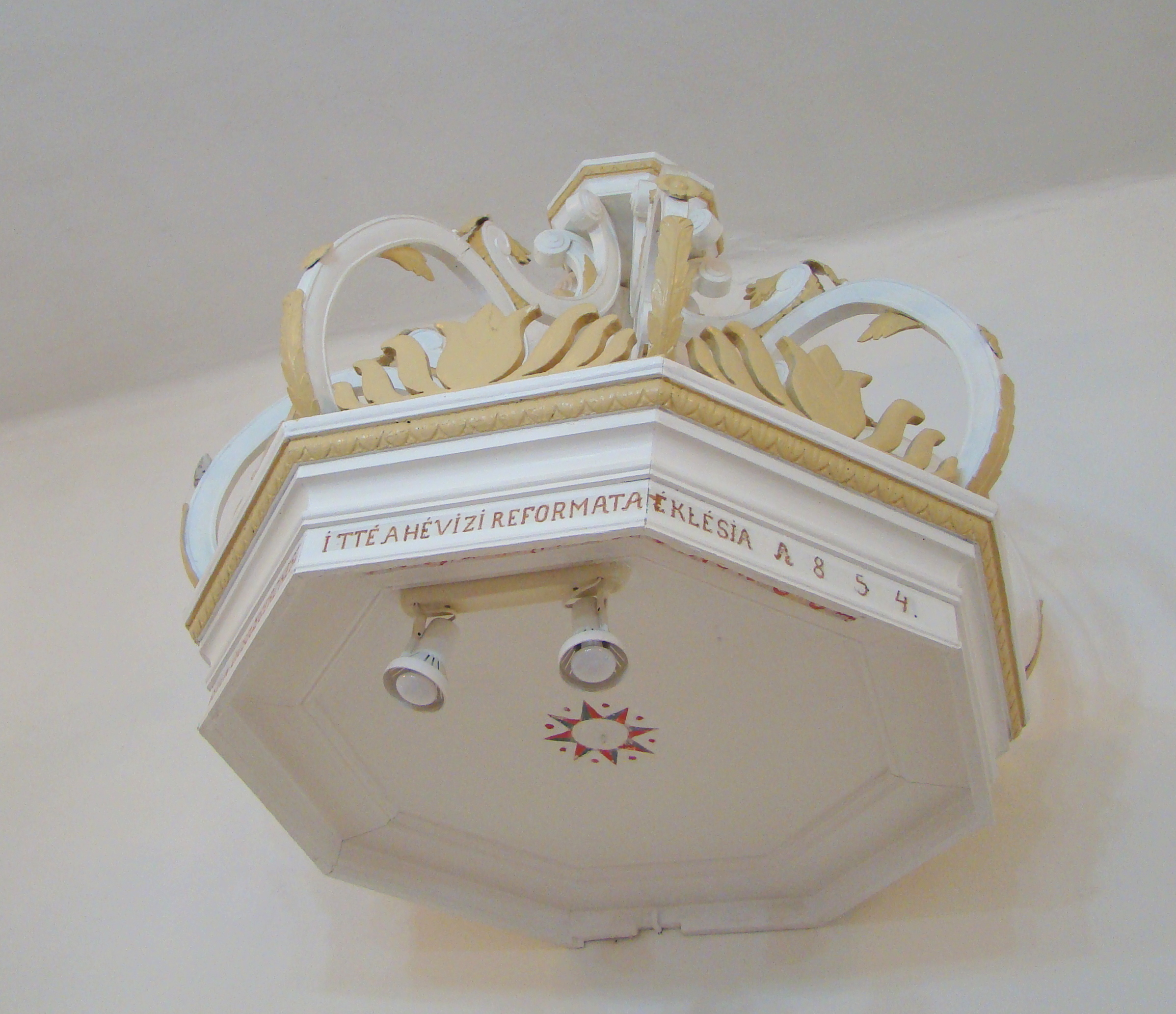
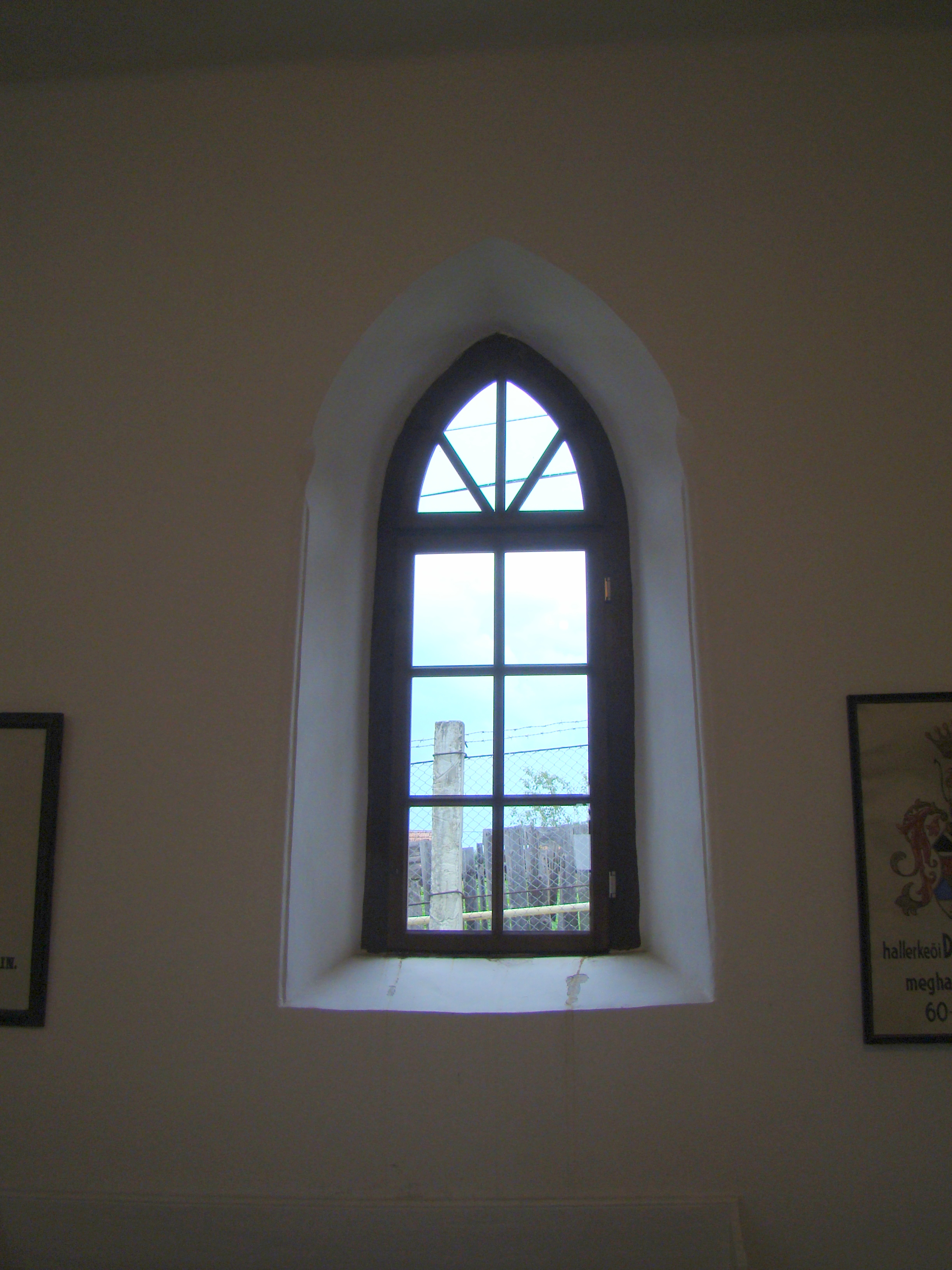
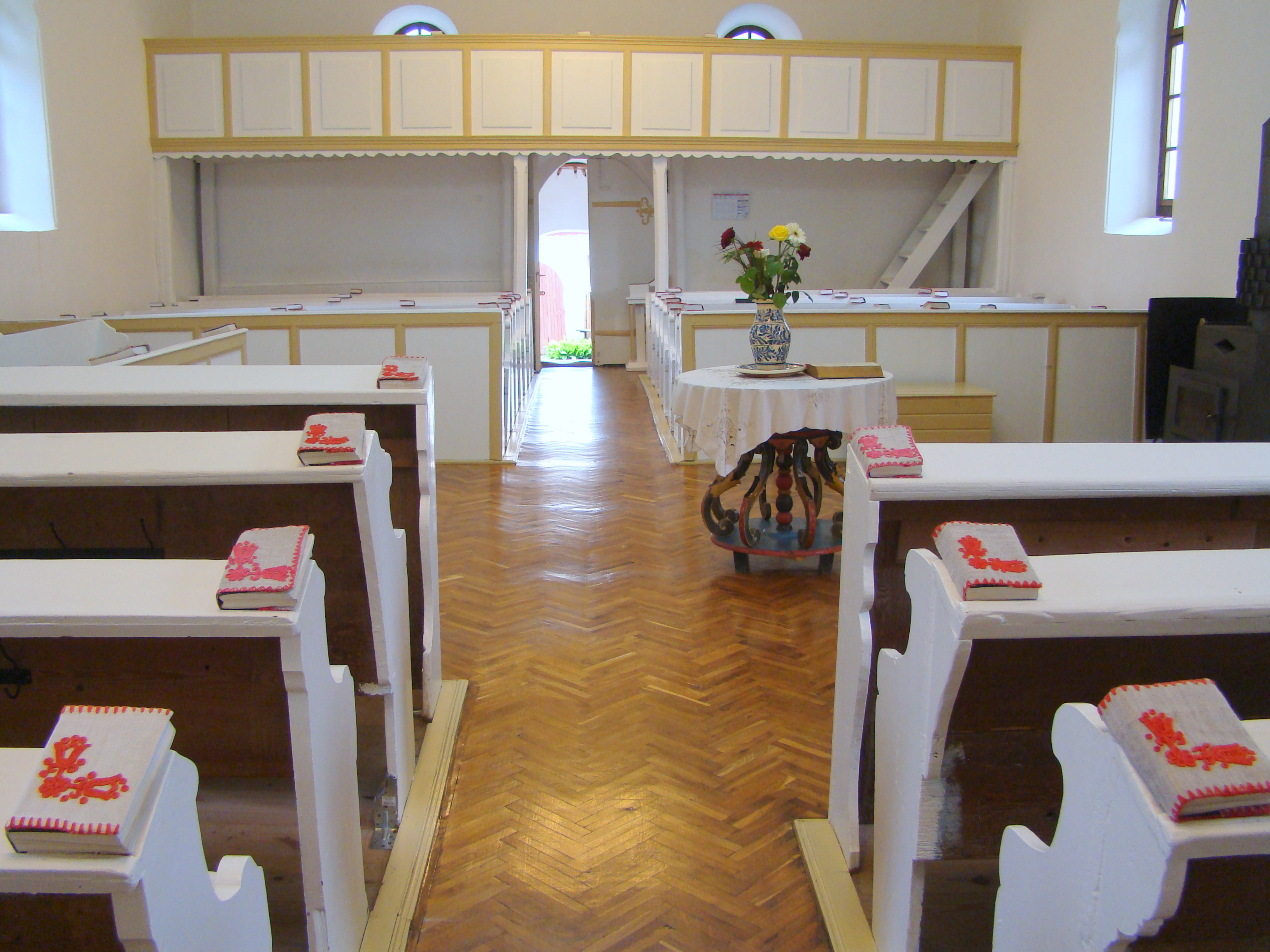